# Яффа
Я́ффа, Я́ффо, Я́фо, Ио́ппия (ивр. יפו‎, араб. يافا‎, греч. Ιόππη) — древний портовый город на восточном побережье Средиземного моря, сегодня расположен в Израиле и является частью Тель-Авива-Яффы.
Яффа впервые упоминается в древнеегипетских хрониках XV века до н. э., после египтян она находилась под властью народов моря, ассирийцев, вавилонян, персов, греков, евреев и римлян. В эпоху крестовых походов город стал главным портом Иерусалимского королевства и опорным пунктом крестоносцев. В XIV веке город был полностью разрушен, но через несколько столетий возродился благодаря паломникам, которые направлялись в Иерусалим. К концу XIX века, при османах, Яффа вновь стала важнейшим портом региона. Во время британского правления город быстро рос, в то время от него отделился Тель-Авив, еврейский район, вскоре обогнавший его по темпам развития. Между евреями и арабами неоднократно происходили столкновения, достигшие пика во время арабо-израильской войны 1948 года. Успех еврейских сил привёл к тому, что Яффу покинули большинство арабских жителей, на смену которым пришли евреи-репатрианты; она пришла в упадок и была объединена с Тель-Авивом.
Сегодня Яффа является важным туристическим центром, но в то же время — беднейшим районом города. Там живёт смешанное арабско-еврейское население, действуют множество церквей и мечетей. Также в Яффе работает несколько театров и галерей, открыты бутик-отели, там же расположен главный футбольный стадион Тель-Авива.

## Этимология
Происхождение названия города точно не известно. По легенде, он был назван по имени своего основателя — Иафета. Возможна связь с еврейским словом «красивая» (яфа, יפה). Cуществует также гипотеза о происхождении от семитского хоф, «берег». Греческое название — Иоппия или Иоппе (Ἰόππη) — по традиции, дано в честь Кассиопеи (Иоппы), дочери Эола.

## География
Яффа лежит на берегу Средиземного моря, в центральной части Израильской прибрежной равнины. По равнине параллельно берегу тянутся три прерывистых невысоких хребта, сложенных из куркара (левантийской разновидности песчаника). Прибрежный хребет, достигающий высоты до 35 м, частично разрушился под действием волн, он образует крутые скалы на берегу моря, включая яффский холм, а также цепочку подводных скал, одна из которых выступает над водой и известна как «скала Андромеды». В районе города первый хребет образовывает мыс с холмом высотой около 30 м, на котором расположена древняя часть Яффы, после чего резко обрывается. Мыс выделяется на ровной береговой линии и образует единственную на этом побережье естественную гавань. В древности побережье было покрыто болотами, но к середине XX века их постепенно осушили. Уклон морского дна — небольшой, на расстоянии 200 м глубина дна не более 5 м.
Сегодня Яффа является 7-м административным районом (ивр. רובע 7‎) Тель-Авива. На севере его границей является улица Эйлат, на востоке — улицы Абарбанель, Герцль, Бен-Цви и Микве-Исраэль, на юге он граничит с городами Бат-Ям и Холон, а на западе доходит до Средиземного моря (1,8 км побережья). Его площадь составляет 6400 дунамов (6,4 км²), что составляет около 12 % городской территории. Старая застройка сохранилась на западе Яффы, а её восточная часть застроена новыми кварталами.

### Климат
Город имеет субтропический средиземноморский климат с двумя явно выраженными сезонами: дождливым и холодным, и тёплым и сухим. Из-за близости моря перепад температур в прибрежной зоне невелик. Среднегодовая температура составляет 20°С, перепады температур — не более 10 градусов. Самый холодный месяц в году — январь. Один из самых влажных городов страны, средняя влажность воздуха составляет 70 %. Распространённые в Израиле суховеи почти не влияют на погоду в городе из-за непосредственной близости моря. Ветры слабые, самые сильные ветры дуют летом после полудня с запада и имеют скорость около 22 км/ч. Среднегодовая норма осадков составляет 532 мм, дождливый сезон длится с ноября по апрель. В году в городе в среднем насчитывается около 64 дождливых дней (более 0,1 мм осадков).

## История

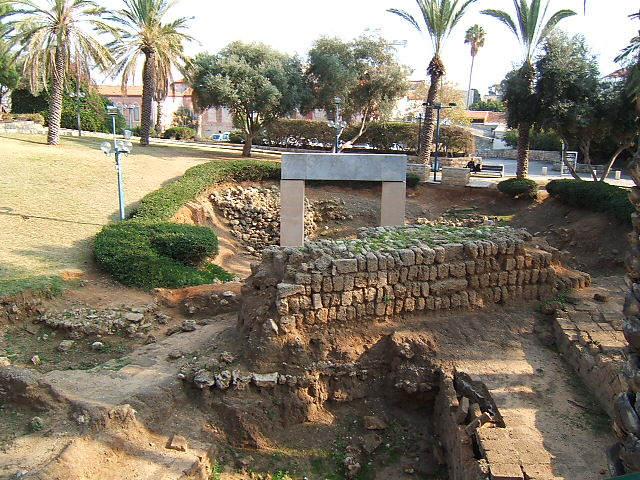
Раскопки древнеегипетских строений и реконструкция ворот Рамсеса II в парке ха-Писга

### Древний период
Согласно археологическим находкам, первое постоянное поселение на территории города образовалось в раннем бронзовом веке. В XVII и XVIII веках до н. э. Яффа и соседние поселения представляли собой процветающие, хорошо укреплённые города. Предполагается, что город стал играть роль порта уже в раннем бронзовом веке III (2700—2200 гг. до н. э.), когда стала оживлённой торговля между Библом и Египтом. В то время корабли плавали лишь вдоль берега и только в дневное время, поэтому промежуточные порты (на расстоянии дневного перехода) имели большое значение.
Древнейшие археологические находки на территории города представляют собой остатки укрепления XVI века до н. э. Первое письменное упоминание о городе встречается в египетских хрониках XV века до н. э., где Яффа фигурирует в списке городов, захваченных фараоном Тутмосом III в 1469 году до н. э., под названием «Ю-па». В написанном спустя 200 лет папирусе Гарриса содержится легенда «Взятие Юпы», по которой город был взят военной хитростью — под видом даров правителю Яффо в корзинах внесли в город египетских солдат, напавших на защитников изнутри. Возможно, в папирусе идёт речь о восстании города против египетской власти.
В документах времени Аменхотепа III-го из Амарнского архива город назван центром египетского округа, где находился египетский гарнизон и важные зернохранилища.
В папирусе Анастази I, написанном во времена Рамсеса II, Яффо описан как процветающий портовый город, окружённый садами, торговый и ремесленный центр. При раскопках были найдены камни крепостных ворот XIII века, на которых высечены титулы Рамсеса II.
Яффский порт процветал благодаря наличию бухты, защищённой от юго-западных ветров. Кроме того, мысы и проходимые для небольших судов рифы ослабляли волны, идущие к берегу.
Вероятно, в древности порт не имел молов и портовых сооружений. Возможно, более крупные корабли оставались на рейде и разгружали товар лодками. Также возможно, что в древности река Аялон, сегодня впадающая в Яркон севернее, впадала напрямую в море около города, и её устье использовали как естественную гавань.
В XII веке город был захвачен народами моря, раскопки показывают следы разрушений. Возможно, с того времени с городом стали связывать легенду о Персее и Андромеде.
К концу VIII века до н. э. город находился под властью царей Ашдода, а позже — Ашкелона. В 701 году до н. э. Яффу захватил ассирийский царь Синаххериб. Позже городом владели персы.
В V веке до н. э. персы передали Яффу под власть финикийского Сидона, после чего в городе был построен сидонский храм. В это время город процветал.
В IV веке до н. э. город был завоёван Александром Македонским. После смерти Александра в 301 году, во время войн диадохов, город находился под властью Сидона; сперва эту область завоевал Антигон Одноглазый, а потом — Птолемей. Город быстро эллинизировался и получил греческое название Иоппия или Иоппе (Ἰόππη), данное, по традиции, в честь Кассиопеи (Иоппы). При Птолемеях в городе чеканили монету; он перестал быть зависимым от Сидона.
В начале II века до н. э. Яффа, как и вся Иудея, попала под власть Селевкидов в результате Сирийских войн.
В середине II века религиозные гонения на еврейскую религию, которые устроил Антиох IV, привели к восстанию евреев в Иудее. В его ходе язычники Яффы устроили погром, убив 200 евреев, в ответ на это предводитель восставших Иуда Маккавей сжёг порт и стоявшие в нём корабли. Позже его брату Ионафану удалось захватить город, а сменивший его Симон окончательно присоединил Яффу к еврейскому царству и изгнал из неё язычников.
Селевкиды неоднократно пытались вернуть себе порт, приносивший большую прибыль. В конце II века Антиох VII Сидет осадил Иерусалим и добился от Хасмонеев выплаты дани за Яффу в обмен на снятие осады. Позже он вернул Яффу еврейскому царству, так как нуждался в их поддержке в войне с парфянами. В начале I века до н. э. очередная попытка Селевкидов подчинить себе город провалилась после того, как за Хасмонеев вступился Рим, заинтересованный в ослаблении Сирийского царства. При Александре Яннае Яффа стала западной оконечностью полосы укреплений, протянувшихся до Кфар-Савы.
В 66 году до н. э. римский полководец Помпей завершил завоевание Сирии, после чего объявил все приморские города свободными, отделив их от Иудеи и подчинив правителю Сирии. После того, как Цезарь победил Помпея в борьбе за власть, он вернул Яффу в состав Иудеи в 47 году до н. э.
В 38 году до н. э. Ирод осадил и захватил Яффу, а вскоре подчинил и всю Иудею. В лежащей севернее Кесарии он возвёл новый порт, чьё процветание привело к постепенной потере значения яффского.
Марк Антоний ненадолго передал город египетской царице Клеопатре. После их поражения новый император Октавиан Август вернул город Ироду в 30 году до н. э. В этот период важность яффского порта отмечали такие греческие писатели, как Страбон и Диодор. Иосиф Флавий, лучше них знакомый с Яффой, писал, что её порт очень опасен.

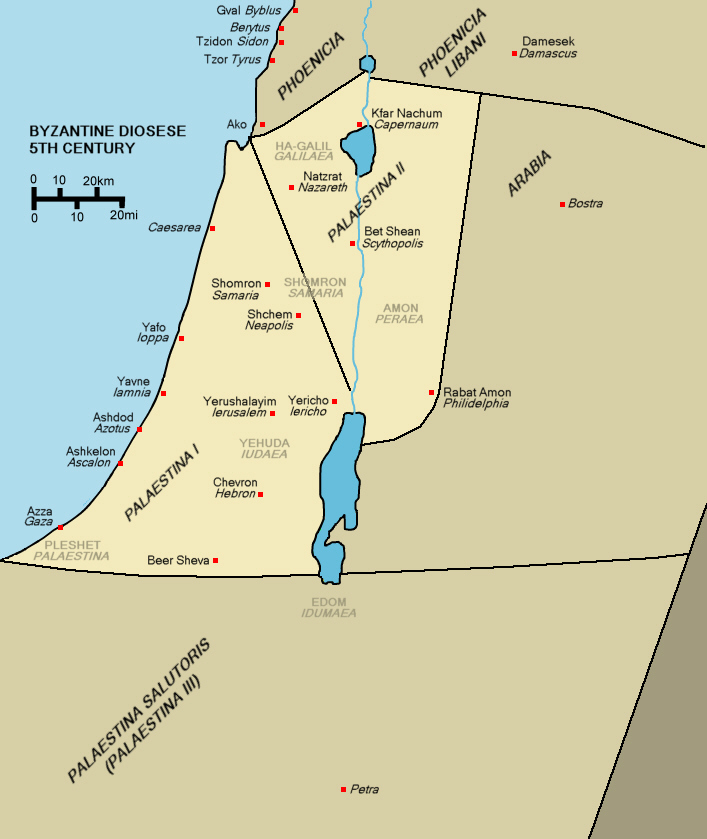
Карта византийской Палестины

В 66 году н. э. в Иудее началось восстание против римлян. В первый же год войны консул Цестий Галл разрушил город, но после его поражения Яффа была отстроена и стала центром еврейского флота, от которого страдали римские военные поставки. Чтобы устранить эту угрозу, в 67 (68) году Веспасиан неожиданной ночной атакой захватил город, а корабли, на которые бежали его жители, потопила буря. На месте города римляне оставили лишь военный лагерь Х легиона, но через несколько лет (после прихода Веспасиана к власти) Яффа была отстроена вновь и получила название Флавия Иоппа (лат. Flavia Ioppe). Несмотря на усилия Веспасиана превратить Яффу в римский город, вскоре там возродилась еврейская община. Есть свидетельства присутствия в городе римских войск во времена Траяна, возможно, это было связано с еврейскими восстаниями 115—117 годов. В Талмуде упоминаются несколько видных религиозных авторитетов II—IV веков из Яффы — рабби Ада, рабби Нахман, рабби Иудан.
С распространением христианства в Римской империи в Яффе постепенно росло число христиан, хотя закрепилась новая вера в городе относительно поздно. Город стал центром епархии, в 431 году яффский епископ Фидус принимал участие в Эфесском соборе, а в 536 году местный епископ Элиас участвовал в церковном совете в Иерусалиме. В городе имелась небольшая еврейская община, выросшая после восстания Бар-Кохбы и запрета евреям селиться в Иерусалиме.
В византийскую эпоху Яффа вновь стала важным торговым центром и главным портом Иудеи. В это время она находилась в провинции Палестина Прима, чьей столицей являлась Кесария. Несмотря на некоторый упадок города в IV веке, связанный, возможно, с разрушительным землетрясением 363 года, город быстро восстановился и продолжал процветать на протяжении V и начала VI веков. При императоре Юстиниане стало популярным паломничество на святую Землю, некоторые из паломников посещали и Яффу из-за новозаветной истории о воскрешении праведной Тавифы. Период с середины VI по середину VII века оказался тяжёлым для обитателей Палестины — после юстиниановой чумы регион сильно пострадал от землетрясения 551 года, а в 614 году его захватил сасанидский шахиншах Хосров II. В 628 году Византия отвоевала Палестину у Сасанидов, но её власть там продержалась недолго.

### Яффа в Средние века

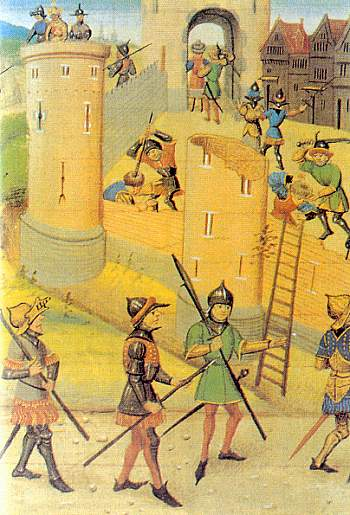
Саладин атакует Яффу

В 634 году Яффа была захвачена арабской армией под командованием Амра ибн аль-Аса. Арабское завоевание Палестины завершилось в 640 году с падением Кесарии. Тем не менее, там сохранилась немалая христианская община, есть несколько свидетельств середины VII века о епископах Яффы. После основания в 714 году Рамлы, ставшей новой столицей региона (провинции Палестина), значение Яффы выросло за счёт Кесарии. Туда же продолжали прибывать христианские и еврейские паломники. В 878 году правитель Египта Ахмад ибн Тулун, добившись фактической независимости от халифата, подчинил себе Палестину; он возвёл в Яффе укрепления. В 906 году Палестина вернулась под власть халифата, но в 935 году наместник Сирии и Египта Мухаммед аль-Ихшид вновь сделал её частью независимого египетского государства. В конце X века город перешёл под контроль Фатимидского халифата, вскоре после чего выдержал продолжительную осаду карматов во время их войн с Фатимидами. Правление Фатимидов было неспокойным, и Яффа продолжала играть роль важного укреплённого центра. Город пришёл в упадок, и посетивший её в 1050 году Ибн Бутлан описывал её как маленький городок, чьи жители голодают. В XI веке участились столкновения между Фатимидами и сельджуками, что привело к разрушению её укреплений последними в 1077 году.
В 1099 году город был разрушен Фатимидами, которые боялись, что его захватят крестоносцы. В июне лежащий в руинах город занял Готфрид Бульонский, а после взятия Иерусалима он вернулся в Яффу и вновь отстроил её. Через год Яффа уже была оживлённым городом, главным портом Иерусалимского королевства и опорным пунктом крестоносцев. Яффа сначала оставалась в королевском домене, но 1108 или 1110 году король Иерусалимский Балдуин I передал город во владение Гуго де Пюизе. Во времена крестоносцев город страдал от феодальных междоусобиц, которые, например, привели к его осаде в 1110 году Танкредом, а между 1101 и 1123 выдержал 6 атак Фатимидов, последняя из которых была особенно опасной.
В 1133 году граф Яффы Гуго II взбунтовался против короля Фулька и обратился за помощью к аскалонским мусульманам. Король осадил Яффу, а большинство вассалов Гуго поддержали короля. В итоге осаду сняли после того, как Гуго согласился на изгнание в Апулии; Яффа вернулась в непосредственное подчинение королю. В 1151 году он передал город в качестве апанажа своему сыну Амори, а в 1153 году, с захватом мусульманского Аскалона, Яффа стала столицей Графства Яффы и Аскалона. Яффа чеканила свою монету, туда прибывали подкрепления крестоносцев и паломники-христиане. Процветала торговля, главными экспортировавшимися товарами были хлопок, лён, благовония, мыло и керамика. Скорее всего, торговля находилась в руках пизанцев и марсельцев. Население города было в основном франкоязычным, но также в нём проживало и множество восточных христиан.
В 1181 году город захватил Салах ад-дин, но во время III крестового похода, в 1191 году, Ричард Львиное Сердце отбил город и построил в нём новую крепость. К тому моменту главными портами крестоносцев стали Акра и Тир, а Яффа пребывала в упадке.
В 1192 в битве при Яффе войска Ричарда Львиное Сердце отстояли город от атак Салах ад-Дина, после чего Ричард и Салах-ад-Дин заключили Яффский договор, что стало завершением III крестового похода.
В 1197 году город вновь разрушили мусульмане под командованием Аль-Малика аль-Адиля, брата Салах ад-Дина. В 1228—1229 годах стены Яффы вновь укрепил император Фридрих II, а в 1240 году их усилил Ричард Корнуоллский. В 1244 году город осадили хорезмийцы; им не удалось взять город, но с потерей Иерусалима начался его упадок. Тем не менее, в 1252—1253 годах французский король Людовик IX с яффским графом Жаном Ибелином возвели новые городские стены, имевшие 24 башни. В 1260 году город взяли монголы, а в 1268 году его захватил и разрушил мамлюкский султан Бейбарс I, вырезавший его население. После этого город постепенно начал возрождаться, но в 1345 (1330 или 1346) году мамлюки, опасавшиеся нового крестового похода, разрушили до основания все прибрежные города. На месте Яффы власти оставили лишь небольшой отряд, расположившийся в полуразрушенных зданиях. На несколько столетий Яффа перестала существовать как порт. Город лежал в стороне от основных путей того времени и не упоминается в описаниях путешествий Ибн Баттуты и султана Кайт-бея.

### Османский период
И сей град стояще при мори, иж зовется Иопии, и в сем граде Петр апостол виде плащаницу с небесе висящу. И тут выходят с моря на берег и кладутся на ослята, на вьюки, а идут день ходу до Рама града, иж во еуглии писано: ”Глас в Раме слышан бысть„
Дорогою доволно доброю приехали есмы задолго до вечера до Иоппы града. ... Град тот прежде сего на горе был, ныне же весь розвален, кроме единой башни, в которой караул живет

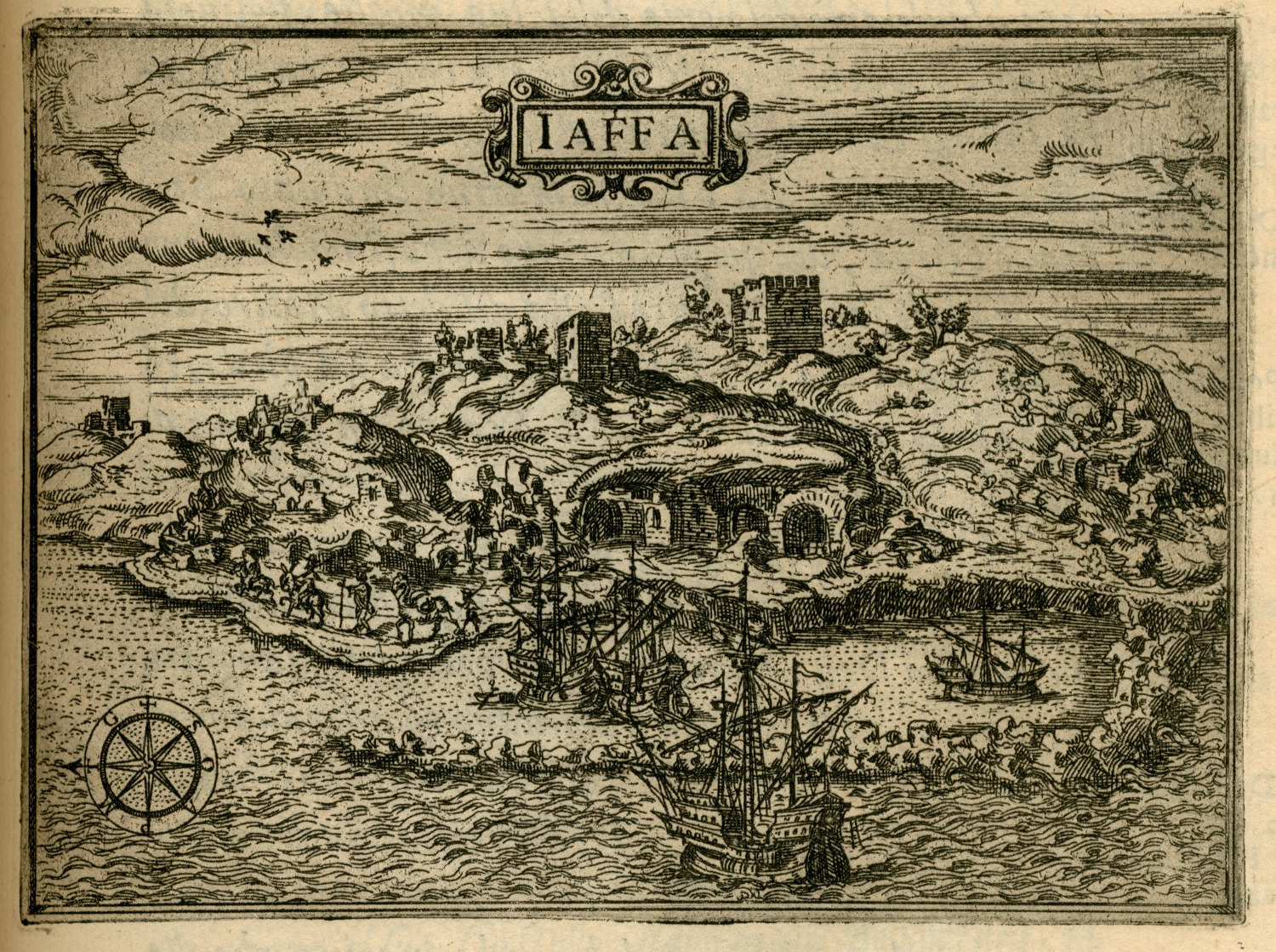
Яффа на рисунке паломника XVI века

В XVI веке, когда власть на святой земле перешла к османам, Яффа всё ещё стояла в запустении, согласно турецкой переписи 1526 года, там проживало лишь 15 мусульманских семей. Её порт использовали торговцы Рамлы для экспорта сельскохозяйственной продукции, но в небольшом объёме. В 1540 году побывавший там герцог Лигницкий Фридрих увидел лишь две башни, занятые турецким гарнизоном. В следующем столетии османские власти позволили еврейским и христианским паломникам посещать святую землю, и корабли из Европы стали прибывать в Яффу. В первой половине XVII века паломники оставались на кораблях в ожидании каравана в Иерусалим, или же ночевали в маленьких пещерах, вырубленных в скалах. На время их пребывания туда собирались и торговцы из близлежащих городков. В середине века был восстановлен порт и возведена ещё одна башня для увеличившегося гарнизона. В 1641 году францисканцы возвели в Яффе церковь и маленький монастырь, а в 1654 (1650) — гостиницу для паломников. В городе стало развиваться временное поселение, часто страдавшее от набегов бедуинов и пиратов. Тем не менее, к концу века в Яффе появились первые постоянные дома, там стали селиться также турки, евреи и греки.

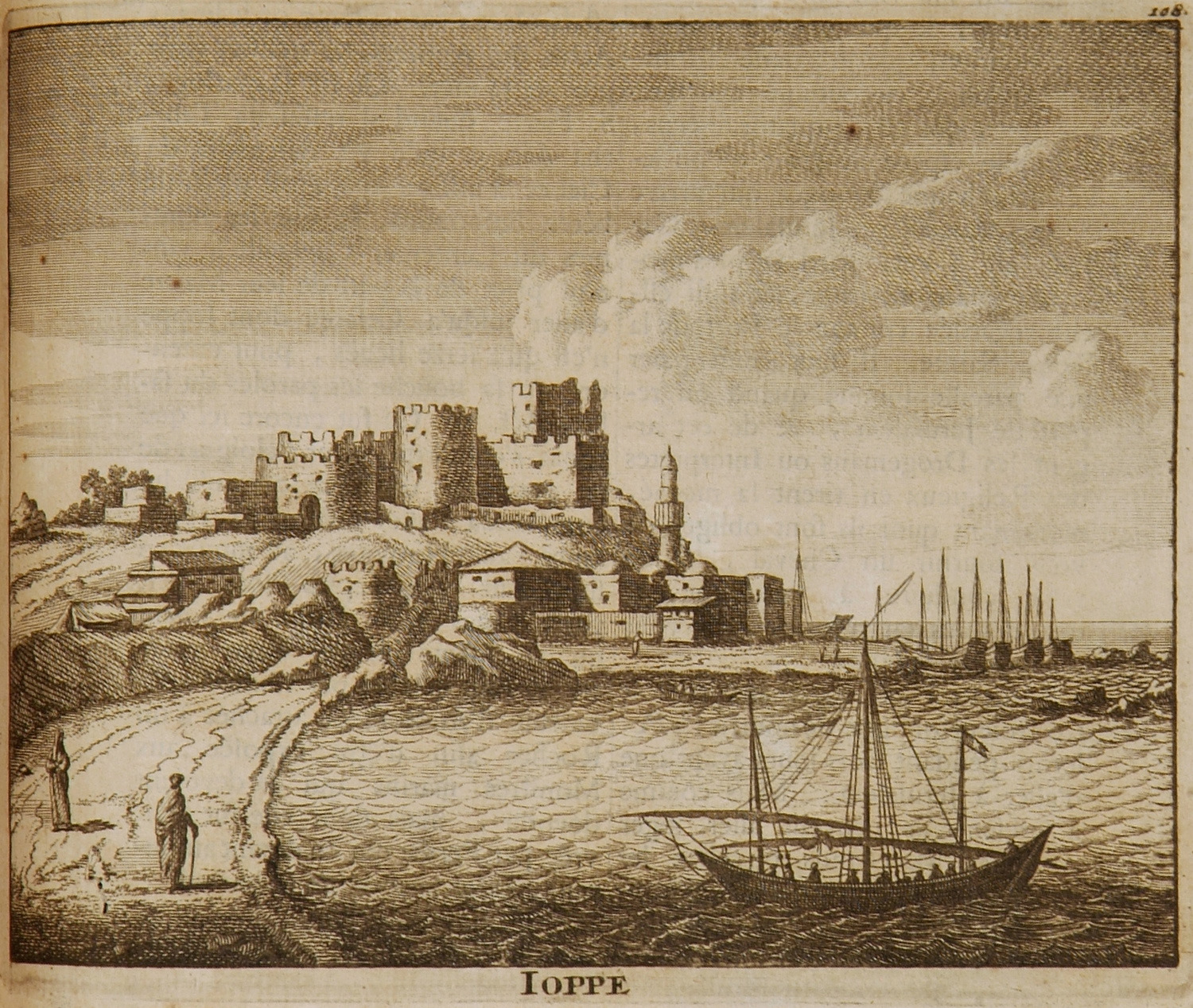
Яффа в 1714 году. Зарисовка Корнелиса де Брюйна

В начале XVIII века в Яффе объём морской торговли возрос, стала развиваться промышленность, особенно мыловаренная. Османские власти лучше контролировали регион, а в городе было расквартировано около 100 солдат. В 1730 году был возведён армянский постоялый двор и мечеть шейха Мухаммада аль-Табии; около того времени были отремонтированы причал и склады. К середине века появились первые плантации цитрусовых (скорее всего, первые на святой земле), прославивших город; через яффский порт ежегодно проходило около 4000 паломников-христиан и некоторое количество евреев. В порту возвели пирс для пассажиров. На тот момент в городе было около 400 домов, были отстроены городские стены, появились резиденции европейских консулов. Во второй половине XVIII века Яффа сильно пострадала в ходе войн правителя Галилеи Захира (Дагира) аль-Умара со своими соседями. В 1769 году город был разрушен губернатором Дамаска Осман-пашой за отказ помочь ему в войне с Захиром, а в 1775 году мамлюки под командованием Мухаммада Бея после осады взяли город и вырезали более тысячи его жителей. Считается, что Мухаммад Бей приказал сложить пирамиду из их голов, отчего это место стали называть Телль-аль-Руус («холм голов»). В 1799 году Яффу осадил и захватил Наполеон, двигавшийся из Египта на Акко. Город был полуразрушен, многие жители убиты, а часть пленных казнена. Последовавшая за этим эпидемия чумы тоже сильно ударила по Яффе.
Яффа сначала выказывается очень скромно из-за нагих песчаных гряд, потом красиво развертывается среди богатейших садов, на приморском холме. Благовоние апельсиновых и померанцевых дерев наполняет воздух далеко вокруг. ... Яффа обнесена стенами, и несколько башен видны по углам. Улицы не стройны, но на них много торговли, много движения; водоемы изобильны; порт хотя опасен, но много посещаем
В начале XIX века наместником Яффы был назначен Мухаммед Абу Набут, правивший с 1809 по 1820 год. Он заново укрепил город, восстановив городские стены и построив новую стену вдоль берега, а также возвёл различные общественные здания и площади, в том числе рынки и мечеть Махмудия. В 1812 году в город прибыл русский консул, в чьи обязанности входила защита прав православных паломников. В городской стене были лишь одни ворота, ведущие наружу, ещё одни небольшие ворота выходили к морю. Внутри стен оставалось много незастроенных участков, на многих из них выращивали табак. В 1810-е годы в городе было около 1000—1200 домов, из которых, согласно Вильяму Тёрнеру, около 1000 принадлежало туркам, 170 — грекам, и 30 — католикам. По некоторым свидетельствам, в 1820 году в городе возродилась еврейская община, был построен постоялый двор для паломников, часть которого использовалась в качестве синагоги. Население города в 1820-е и 1830-е годы оценивают в около 5000 человек.
В ноябре 1831 года город сдался войскам Мухаммеда Али Египетского, восставшего против османской власти. Войсками командовал его сын Ибрагим-паша. При нём в окрестности города переселилось много египетских феллахов, построивших вблизи города несколько деревень (т. н. сакны) — Абу Кабир, Ас-Сакна аль-Мисрия и Сакнет ад-Дарвиш. Египетские власти прилагали усилия улучшить отношение к немусульманам, в результате возросло количество прибывающих в город паломников, также возросло влияние европейских консулов на городские дела. В эти годы в городе располагались консулы России, Англии, Франции, Греции и США. При Ибрагим-паше город стал региональным центром, там размещались войска и администрация, туда приходили налоги. В 1840 году под давлением европейских сил город, как и вся Палестина, был возвращён османам. Египетское управление привело к процветанию, которое продолжалось и в 1840-е-1850-е года. Это выражалось как в строительстве и покупке земли, так и в расширении возделываемых земель. К этому времени относятся первые свидетельства о христианской миссионерской деятельности. В середине века население Яффы составляло около 5000 жителей, из них около 400 евреев. Значительный толчок развитию города дало открытие регулярного морского сообщения с Марселем и Триестом в 1850 году. Через два года в Яффе открылись почтовые отделения Франции и Австрии.
В середине XIX века на юге Яффы были основаны новые арабские районы, такие как Аджами, основанный христианами-маронитами между 1830 и 1880 годами, Джабалия и Маншия.
В 1853 (или 1852) году была предпринята первая попытка основать в Яффе иностранное поселение — группа американцев из Филадельфии под руководством Клоринды Майнор основала ферму у берегов реки Аялон, но уже в 1857 году они покинули её после безуспешной борьбы с болезнями и грабителямим. В 1867 году группа мормонов во главе со священником Джорджем Адамсом построила на северо-востоке города американскую колонию, но покинула её на следующий год. Вскоре их землю приобрели немецкие колонисты, принадлежавшие к христианской секте темплеров, стремившейся основать на Святой Земле собственные посёлки, после чего эту часть города стали называть «немецким кварталом».

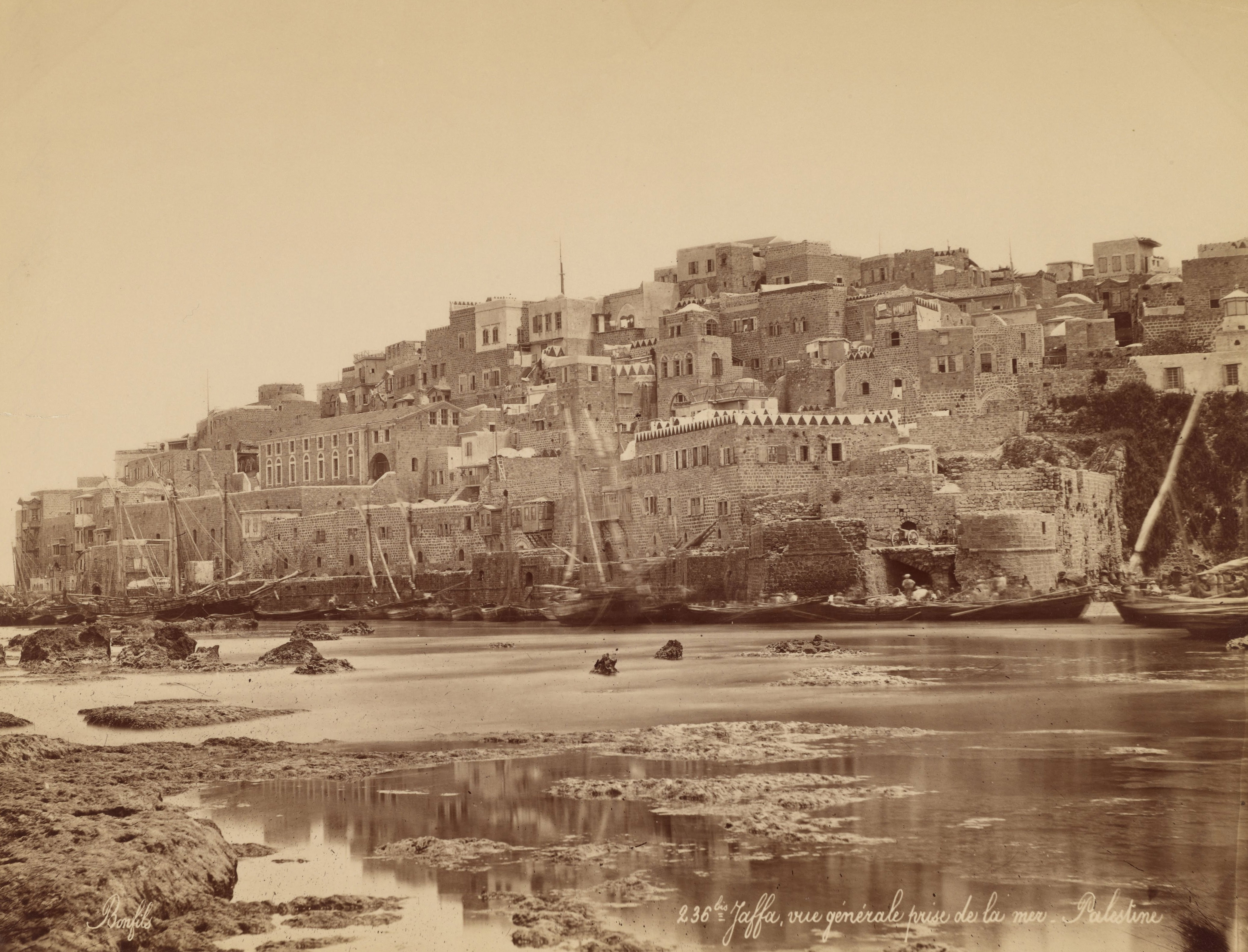
Яффский порт, снято между 1867 и 1870 гг.

До 1860-х годов городские ворота всё ещё запирали на ночь из-за набегов бедуинов, но, постепенно, дороги стали безопасными, особенно путь из Яффы в Иерусалим. В конце 1860-х ситуация улучшилась настолько, что городские стены постепенно разобрали, а ров засыпали. Город интенсивно рос, принимая переселенцев из округи и всего Ближнего Востока (особенно из Египта). Развитие города ускорилось после строительства Суэцкого канала, открывшегося в 1869 году. Около 1865 года Яффа была присоединена к телеграфной сети, был построен яффский маяк, в 1879 году снесли остатки препятствующих расширению города стен. В 1875 году часть подводных скал у входа в гавань была взорвана, чтоб облегчить проход судам. В 1892 Яффу связала с Иерусалимом первая железная дорога на Святой Земле. В 1871 году впервые был организован городской совет.
На протяжении XIX века Яффа превратилась из незначительного городка в важнейший порт региона и второй город по населению после Иерусалима. Она стала важным транспортным узлом, в том числе для паломников, и была окружена обширными сельскохозяйственными угодьями, из которых важнейшими были плантации цитрусовых (яффский апельсин). К концу века большая часть населения была занята в сфере обслуживания. Развитие города происходило, в основном, вдоль главных дорог, ведущих в Иерусалим, Газу и Наблус. К 1880 году основной экспорт стал направляться в Европу, а не Египет, как раньше. Грузооборот порта удвоился в период с 1893 по 1913 г. В 1869 году прибывший в город архимандрит Антонин (Капустин) приобрёл в городе участок, где устроил дом для русских паломников. К концу 1870-х годов власти стали прилагать усилия по улучшению санитарной обстановки в городе — были выкопаны сточные канавы, большое болото у города осушено, а улицы стали поливать водой.
В 1871 году к востоку от города темплеры основали земледельческую колонию Сарона, а в 1890 — квартал Валгалла.
Рост еврейского населения города ускорился благодаря началу первой алии в 1882 году. Нехватка жилья и высокая плотность населения привели в 1887 году к основанию первого еврейского района за городскими стенами — Неве-Цедека. В 1886 году компания под руководством братьев Элазара и Шимона Роках приобрела у землевладельца-еврея Авраама Шлуша10 дунамов земли, которые разделили на 48 участков. Первые 10 домов были завершены летом 1887 года. Квартал строили по европейской модели, с отдельными домами и сетью перпендикулярных улиц. В Неве-Цедеке поселились многие известные деятели второй алии, район ненадолго превратился в средоточие еврейской культуры. В 1902 году Роках добился от властей разрешения открыть к северу от Неве-Цедека еврейское кладбище.
В 1890 году один из основателей Петах-Тиквы Зерах Барнет приобрёл участок площадью 70 дунамов неподалёку от Неве-Цедека, и основал на нём Неве-Шалом — второй еврейский район города. Строительство началось в том же году, дома возводились на средства Барнета. Район имел прямоугольный план с внутренним двором, обнесённым стеной. Туда переехали различные еврейские религиозные заведения из Яффы и были основаны новые. В религиозные учебные заведения приезжали ученики со всей страны, включая Иерусалим. Позже открылись и секулярные школы «Альянса» и «Ховевей Цион». К началу XX века в Неве-Шаломе было 5 мастерских, а в 1905 году работало 80 магазинов. Развитие как Неве-Шалома, так и соседнего Неве-Цедека прекратилось с началом 1-й мировой войны, так как турецкие власти с приближением линии фронта изгнали евреев из Яффы и её пригородов.
В 1897 в городе была построена новая мэрия (сарайя), а в 1900 году, как и во многих других городах империи, в центре города была возведена часовая башня как символ прогресса и в ознаменование 25-летия правления султана Абдул-Хамида II.
В 1908 году произошли первые крупные столкновения арабов и евреев в Яффе. 16 марта, накануне еврейского праздника Пурим, началась массовая драка молодёжи, в которой пострадали один мусульманин и 13 евреев. Это послужило для евреев одним из поводов перебираться из старого города в новые еврейские районы.

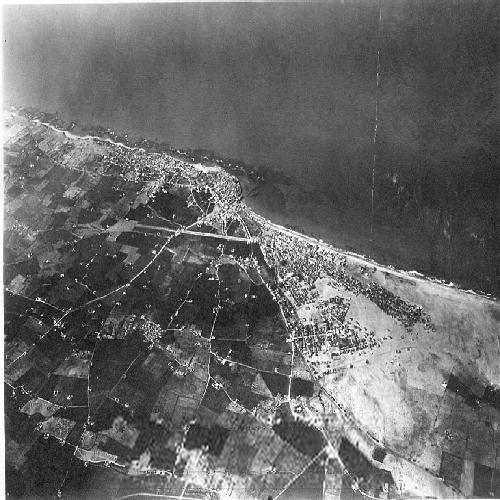
Яффа и Тель-Авив в 1915 году

В 1904 году впервые была высказана идея построить за пределами старой Яффы еврейский район европейского типа для обеспеченных жителей перенаселённого города. В 1906 году был основан жилищно-строительный кооператив, в итоге получивший название «Ахузат Баит». В 1907 году Еврейский национальный фонд под гарантии «Англо-Палестинской компании» дал кооперативу займ размером в 250 тыс. франков, на которые они приобрели участок, который находился на расстоянии 2 км от старой Яффы и в 10 минутах ходьбы от Неве-Цедека; на юге он выходил на главную дорогу Яффа-Петах-Тиква и железную дорогу Яффа-Иерусалим.
Ахузат-Баит был первым районом, который строился по подробному плану. У района была широкая (12 м) центральная улица, перпендикулярно которой проходили улицы шириной 10 м. 11 апреля 1909 года была проведена лотерея, в которой были разыграны участки. Этот день считается днём основания Тель-Авива. Через месяц после розыгрыша участков началось строительство первого дома, а осенью в районе стояло уже 50 домов. 6 октября 1910 года в свои дома въехали первые 10 семей. В феврале 1910 года на районном собрании было решено дать ему название «Тель-Авив».
Район быстро разрастался, к нему присоединялись соседние еврейские районы. В 1911 году там было открыто новое здание гимназии «Герцлия». Она была основана в 1905 году в Яффе и стала первой старшей школой в Палестине, где преподавание шло на возрождённом иврите. После этого в Тель-Авив постепенно перешли большинство еврейских учреждений и организаций, располагавшихся в Яффе. К 1914 году площадь Тель-Авива выросла почти в 10 раз (со 109 до 991 дунамов), а население — почти в 5 раз (1941 человек в 1914 году).
В начале XX века в Яффе были вымощены некоторые улицы и установлено первое уличное освещение. Также власти установили правила гигиеничного забоя скота и ввели контроль городского ветеринара.

### Первая мировая война

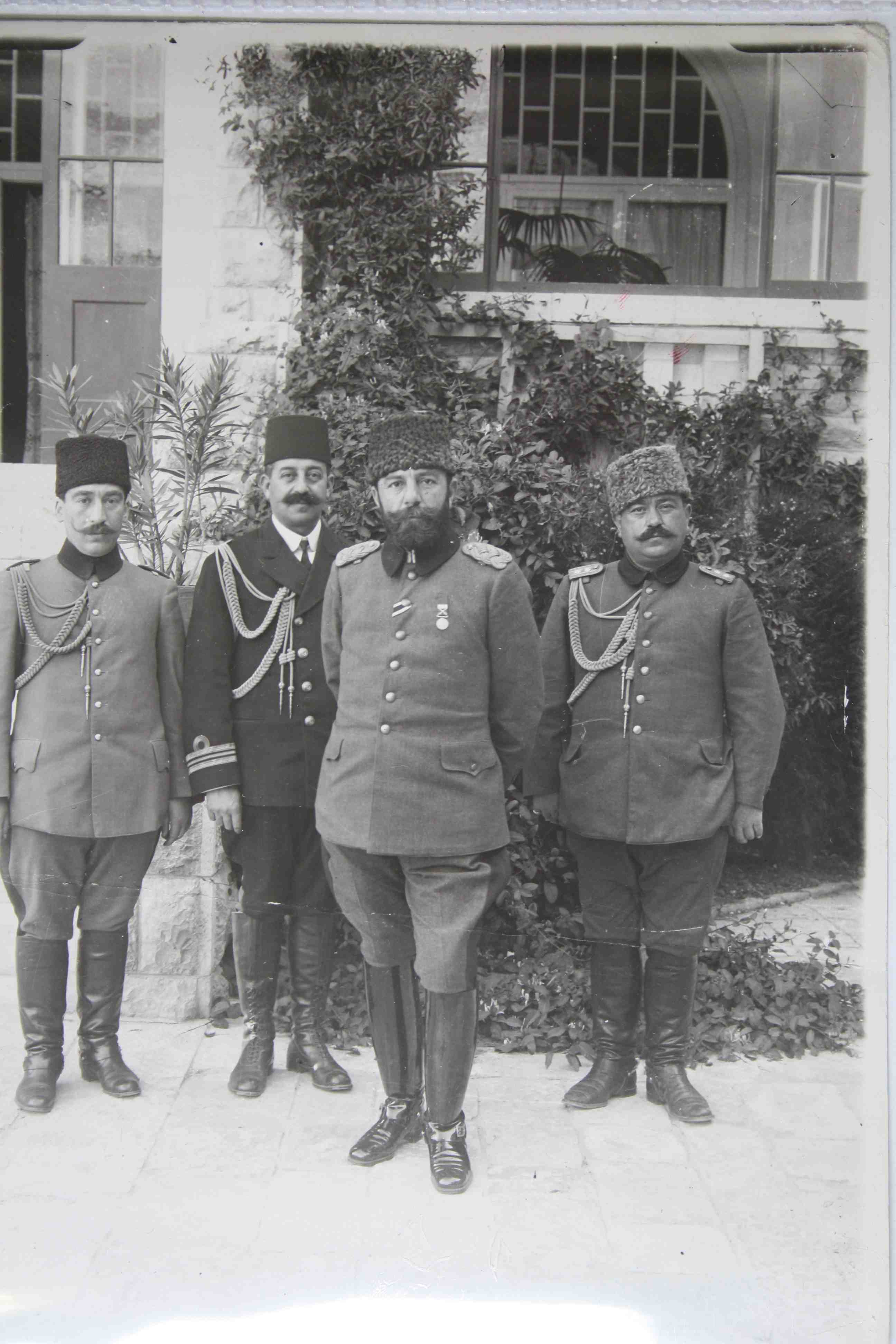
Хасан-бек и Джемаль-паша

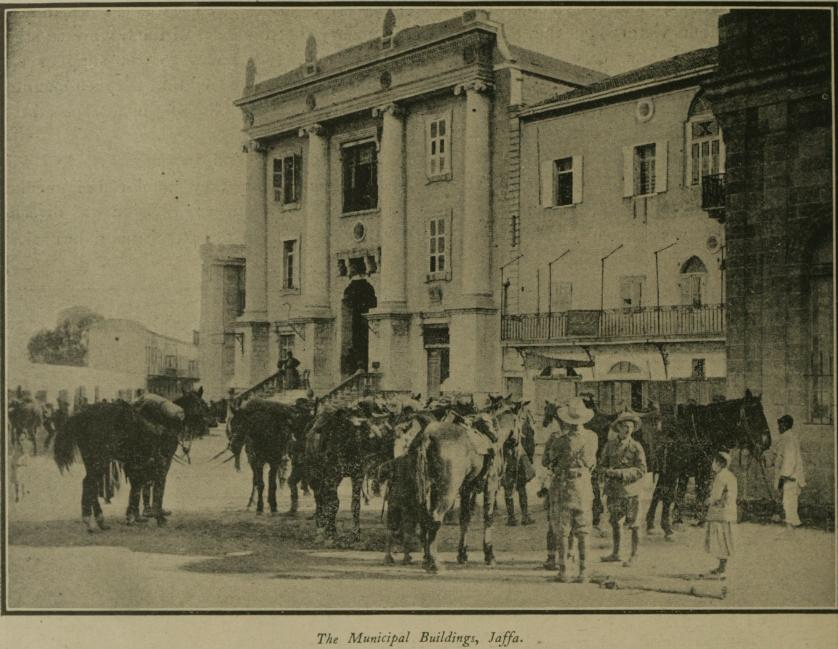
Новозеландские солдаты у мэрии Яффы, зима 1917/1918

Первая мировая война остановила развитие Яффы. На третий день войны власти заморозили на месяц все банковские резервы, что парализовало экономику. Немецкий банк в Яффе и Англо-Палестинская компания закрылись, последняя выплатила вкладчикам за два дня четверть миллионов франков в золоте. В сентябре 1914 года власти отменили все капитуляции, что лишило иностранных подданных большинства прав. Новый каймакам (наместник) Яффы, младотурок Бахауддин (ивр. בהא א-דין‎) боролся с коррупцией и неэффективностью муниципалитета. В городе был введён комендантский час после 8 вечера.
В 1914 году губернатором Яффы был назначен Хасан-бек, который взялся за развитие города. В 1915 году была завершена прокладка бульвара Джемаль-паши (сегодняшний Иерусалимский проспект), были расширены дороги, в том числе ведущие к порту, для чего снесли часть домов и основанного Абу-Набутом рынка. Осознавая соперничество между Яффой и Тель-Авивом, Хасан-бек учредил вакф на территории к северу от старой Яффы и построил там мечеть, сегодня называемую его именем. Для постройки мечети он конфисковывал стройматериалы с различных стройплощадок, а также использовал принудительный труд.
Весной 1915 года город пострадал от налёта саранчи, уничтожавшей деревья и огороды. В результате цены на многие продукты подскочили, другие и вовсе пропали с рынка. В Яффе началась эпидемия холеры и тифа, при этом многие больные умирали из-за нехватки лекарств. На деньги американских евреев в Яффу была направлена помощь, доставленная на крейсерах «Теннесси», «Де Мойн» и North Carolina. В неё входили деньги, продукты и медикаменты. Всего за годы войны в Яффу заходили 13 американских военных кораблей с гуманитарной помощью. Помощь прекратилась лишь со вступлением США в войну.
В декабре 1915 года французский корабль «Эрнест Ренан» обстрелял город и нанёс ущерб фабрике Вагнера в Вальгалле, но, так как она продолжала работу, 9 января следующего года вновь обстрелял Вальгаллу.
В 1916 году Хасан-бека сменил Ахмад Шукри-бек, поселившийся в Тель-Авиве.
В феврале 1917 года, когда англичане овладели Рафахом, семь кораблей союзников и несколько самолётов снова бомбили город.
28 марта 1917 года, с приближением линии фронта к городу, командующий Ахмед Джемаль-паша объявил о принудительной эвакуации Яффы до 9 апреля, включая Тель-Авив и окружающие деревни (крестьянам и сельскохозяйственным работникам было разрешено остаться). Многие арабы смогли остановиться в деревнях неподалёку от города, а эвакуированные евреи отправились в Петах-Тикву, а оттуда — по разным еврейским поселениям.
16 ноября 1917 года английские и австралийские части захватили Яффу и Тель-Авив. Утром 27 декабря Яффский порт и сам город бомбили немецкие самолёты, погибло несколько человек.
В ночь с 20 на 21 декабря 52-я шотландская дивизия пересекла Яркон и захватила господствующие высоты к северу от него, на востоке войска захватили Петах-Тикву. К северу от Сароны англичане устроили аэродром, а здание гимназии использовали в качестве больницы.

### Британская Яффа
Сразу после захвата города британцы предприняли шаги по организации военной администрации. Яффа, наряду с Иерусалимом, стала окружным центром, и в здании сарайи расположился английский губернатор.
В конце 1917 года в Яффу стали постепенно возвращаться жители. По оценкам, в 1919 году население города составило 9000 человек, а в 1921 — около 45 тыс. человек. Военные власти приступили к улучшению ситуации с уборкой и гигиеной в Яффе, на что ушла бо́льшая часть городского бюджета 1920 года, составлявшего 28,6 тыс. египетских фунтов. В 1921 году в город прибыл главный инженер Александрии, консультировавший власти по вопросам санитарии. В этом году большую часть городских расходов составила прокладка новых и мощение старых дорог, в основном это касалось улиц Джемаль-паши, Салахи, Наджиб Буструс - Искандер Авад, Аджами, Хасан-бек и Сихемской улицы (соединявшей Яффу и Тель-Авив).
В 1920-е годы город интенсивно рос и развивался экономически.
С началом британского мандата в Палестине в 1920 году в город торжественно прибыл Верховный комиссар Палестины Герберт Сэмюэл, которого встречали все важные люди города. В том же году были открыты новая ширококолейная железнодорожная линия Яффа-Иерусалим и новый почтамт, а в домах установлены первые телефоны.
В октябре 1920 года в городе была проведена однодневная сельскохозяйственная выставка, нацеленная на усиление этой отрасли и увеличение урожаев. Кроме сельского хозяйства, в городе развивалась торговля. Она была сосредоточена на улицах Буструс и Авад, где большинство владельцев были евреи, и рынке эль-Дейр. В то время городские власти прилагали все усилия, чтобы главный порт подмандатной Палестины был построен в Яффе, а не Хайфе. К тому моменту объём грузов в яффском порту быстро рос, была построена новая современная таможня. В это время через порт Яффы проходило большинство импорта в Палестине.
В 1919 году началась третья алия, в ходе которой в Палестину прибыло около 35 тыс. евреев. Многие из прибывших, относящиеся к среднему классу, осели в Тель-Авиве и занялись бизнесом. Это (а также строительный бум), в свою очередь, привлекало в город рабочих. В результате между 1919 и 1923 годами население района выросло в 10 раз, с около 2000 до около 20 000 человек.

Яффа, 1920-е годы

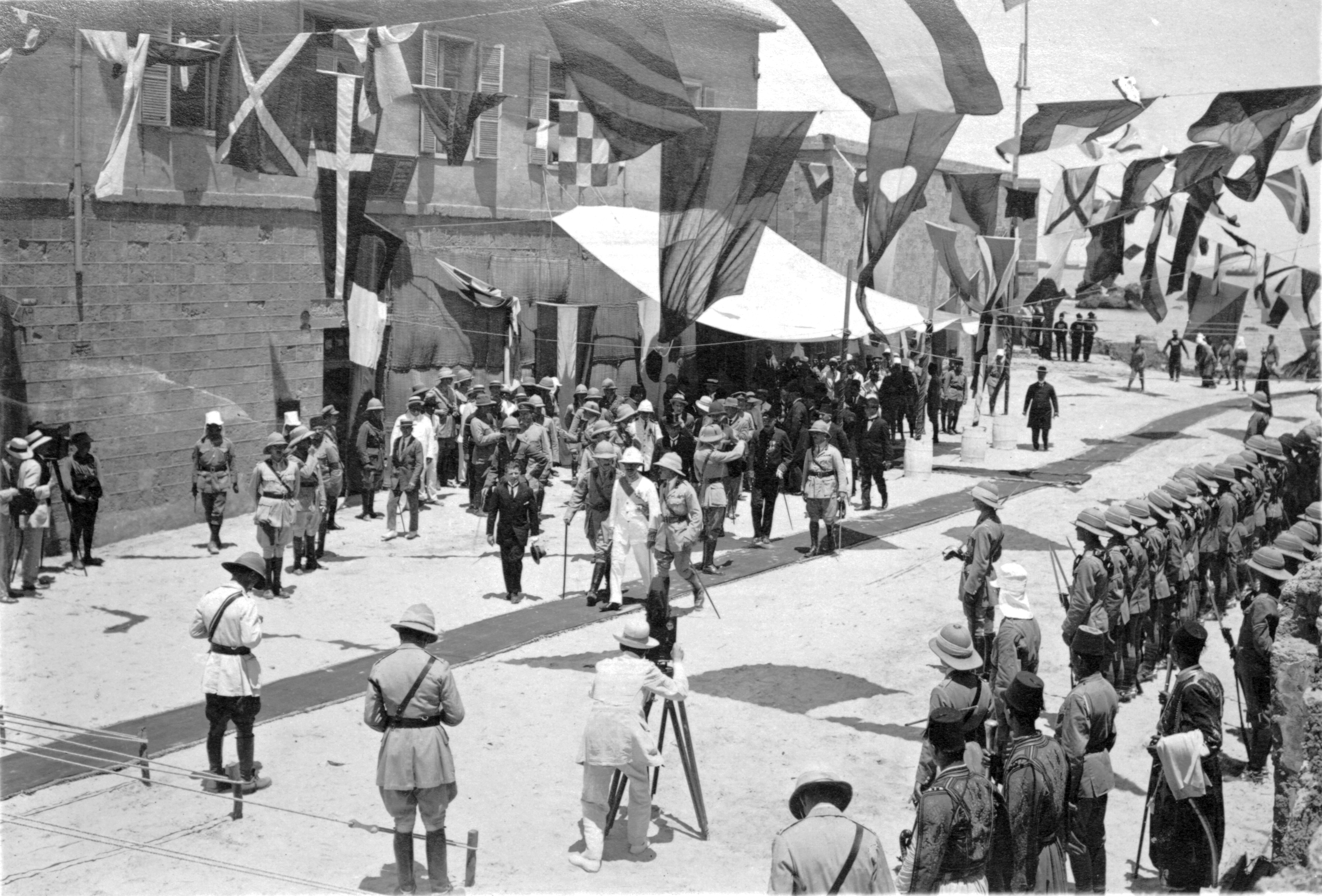
Герберт Сэмюэл в Яффе, 1920

В это время в Яффе произошёл первый крупный антиеврейский погром. 1 мая 1921 года, во время первомайских демонстраций партий Поалей-Цион и коммунистов, возле Неве-Шалом произошла драка между этими группами. Это стало поводом к призыву громить евреев, и многотысячная арабская толпа, вооружённая палками, ломами и ножами, отправилась к еврейскому жилью. На юге города и в Маншие полиция остановила погромщиков, а на границе с районами Неве-Шалом и Неве-Цедек погромщики атаковали прохожих при поддержке арабских полицейских. После полудня в Яффу прибыли первые британские силы и начали наводить порядок. На следующий день арабы напали на изолированный дом семьи Ицкер, в садах у Абу Кабира и убили семерых из его жильцов, в том числе писателя Йосефа Хаима Бренера. Всего за 5 дней погрома погибло 49 человек и было ранено более 100.
Погром вызвал ответные действия со стороны евреев. «Хагана» устроила нападение на арабские дома около Неве-Шалома, несколько десятков жителей было убито и ранено. В Тель-Авив прибыли бывшие солдаты еврейского легиона, занявшие позиции между еврейскими и арабскими кварталами. Полковник Маргулин и Пинхас Рутенберг организовали отряд из 300 вооружённых евреев, которые демонстративно прошли по Яффе и помогли многим евреям покинуть арабские кварталы. 3 мая во дворе гимназии прошла церемония похорон 32 погибших, на которую пришли тысячи человек. После погрома добрососедские отношения между арабами и евреями постепенно восстановились к середине 1920-х годов.
В апреле 1921 года Тель-Авив получил статус «особого квартала», а 11 мая — тауншипа. С этого момента Тель-Авив стал почти полностью независимым от Яффы.
В начале 1920-х годов санитарное состояние города было неудовлетворительным, особенно остро проблема стояла в бедных районах, жители которых ютились в палатках и бараках. Неоднократно происходили вспышки чумы.
В 1923 году инженер Мориц Штейнхарц подготовил первый известный план развития города. В первой половине 1920-х годов город интенсивно развивался, хоть и медленнее, чем Тель-Авив. Городской бюджет тоже вырос за этот период, достигнув в 1924 году 40 тыс. египетских фунтов. Главным достижением того времени стало завершение дороги Асем-бея (названной по имени мэра Яффы), соединившей Яффу и Тель-Авив. В 1927 году город нанял архитектора Клиффорда Холлидея для подготовки генерального плана. В 1926 году в городе впервые появились знаки с названиями улиц. В том же году на востоке Яффы был выкопан колодец глубиной 30 м, и началась прокладка городского водопровода. В 1927 году в городе появился комитет здравоохранения, занимавшийся санитарными вопросами. В этот период укрепились экономические связи города с соседним Тель-Авивом, а также сложились хорошие отношения между мэром Яффы Асем-бей Саидом и мэром Тель-Авива Меиром Дизенгофом.

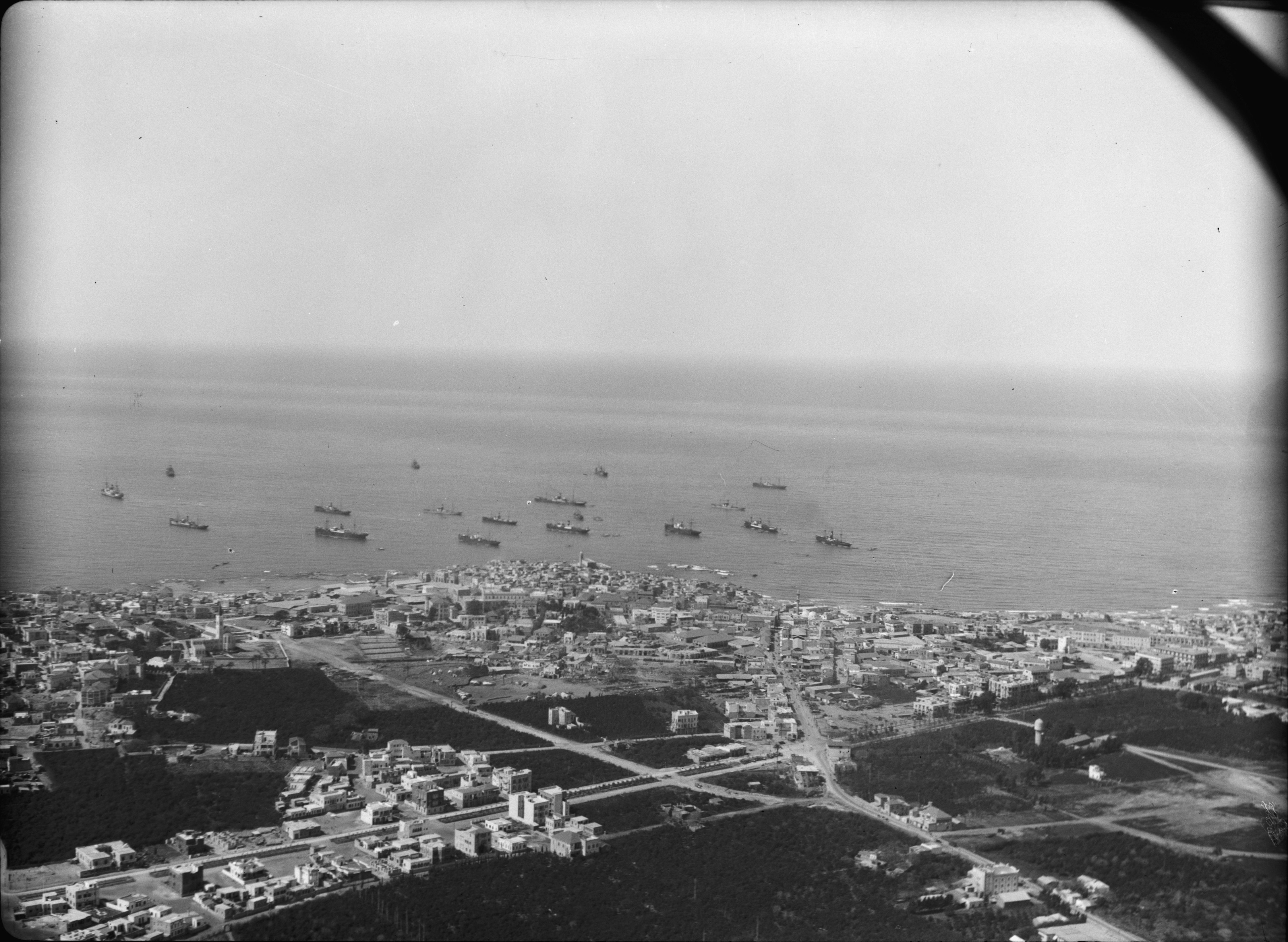
Яффский порт, 1932

Во время беспорядков 1929 года 25 августа около двух тысяч арабов собрались в мечети Хасан-бека, откуда отправились в граничащие с Тель-Авивом районы, в Неве-Шалом начались обстрелы. Английская полиция смогла остановить толпу, при этом погибло шестеро, а десятки были ранены. В итоге погибло семь евреев, они были похоронены в братской могиле, рядом с жертвами 1921 года. На этот раз английские власти оперативно отреагировали, ввели комендантский час в Яффе и Тель-Авиве и смогли быстро прекратить насилие.
Беспорядки октября 1933 года также не оказали существенного влияния на развитие города, ситуация вскоре вернулась в норму, хотя напряжённость сохранялась и в последующие годы. Экономический рост продолжался, достигнув пика в середине 1930-х. Городской бюджет вырос с 30 тыс. пал. фунтов в 1930 году до 45 тыс. пал. фунтов в 1933. Состоятельные жители города вкладывали деньги в бизнес и торговлю, были основаны новые банки и заводы. В государственной школе в Яффе открылся класс коммерции, где преподавали основы торговли и банковского дела, деловую корреспонденцию, стенографию и прочее. Значительно вырос объём строительства — если в 1933 году было построено 87 тыс. м², то в 1935 — уже 194 тыс. Население города быстро росло, в основном из-за притока переселенцев, в том числе с юга Сирии. Такой рост населения, особенно бедного, привело к ухудшению санитарной ситуации, распространению пьянства и проституции. Также город боролся с неконтролируемой деятельностью разносчиков. В эти годы значительно расширилось автобусное сообщение, появились новые линии, включая ведущие в Тель-Авив. В 1930 году в городе насчитывалось 1400 автомобилей.
В 1936 году город стал одним из центров арабского восстания.
В середине 1930-х годов усилилось недовольство арабов еврейской иммиграцией и английским мандатным правительством, напряжение между евреями и арабами возрастало. В ноябре 1935 года арабские партии потребовали от верховного комиссара Палестины Артура Уокопа прекратить иммиграцию евреев и передачу им земель, а также образовать арабские государственные институты. Британские власти отвергли их требования. В декабре 1935 года Уокоп предупреждал, что на весенние праздники (Песах, Пасха, и праздник Наби-Салаха) в Палестине возможны межэтнические столкновения. Несмотря на это, праздники прошли относительно спокойно. После праздников распространились ложные слухи, что евреи убили в Тель-Авиве двух арабов. 19 апреля в Яффе начался погром, вооружённая прутьями и палками арабская толпа нападала на встретившихся им евреев, за 3 часа беспорядков погибло 9 и было ранено 57 человек. Когда новости дошли до Тель-Авива, начались столкновения в пограничных районах. Город заполнили более 12 тысяч беженцев из Яффы и прилегающих к ней районов. Дизенгоф призывал жителей к порядку и сдержанности, но на следующий день погибло ещё 6 евреев, многие были ранены, также были убиты два араба. В Маншийе, Керем-ха-Тейманим и Абу-Кабире было собенно ожесточённые столкновения. Чтобы остановить беспорядки, полиция перекрыла дороги между городами и ввела комендантский час.
1 апреля 1936 года арабское руководство объявило всеобщую забастовку, что привело, в том числе, к прекращению работы яффского порта и ознаменовало начало Арабского восстания. Тем временем продолжались акты насилия. 23 июля были брошены взрывные устройства в школу в Керем-а-Тейманим и на ул. Кармель. 16 августа с проезжающего поезда взрывчатку бросили у улицы Герцля, погиб один ребёнок, 19 прохожих было ранено. На следующий день убили двух еврейских медсестёр, работавших в яффской больнице. В ответ происходили нападения на арабских прохожих в Тель-Авиве, 16 октября двое арабов было застрелено на бульваре Керен-Кайемет. Многие из восставших арабов укрывались в Яффе, где им помогала плотная застройка и узкие улицы. Британская армия развернула большие силы для борьбы с арабским восстанием, и в июне 1936 года английские части подчинили себе старую Яффу. Они взорвали более двух сотен зданий, образовав две новые широкие улицы, разрезавшие город на небольшие части. В итоге 11 октября 1936 года всеобщая забастовка прекратилась, атмосфера успокоилась, а многие беженцы вернулись домой. В июне 1938 восстание возобновилось. 29 июня, в день казни боевика Иргуна Шломо Бен-Йосефа, Иргун возобновил нападения на арабов в окрестностях Тель-Авива. 5 июля много арабов погибло и было ранено в засадах и от взрывных устройств в Маншие, на дорогах, ведущих в город, и на рынке Кармель; в ответ арабы нападали на евреев. Оба мэра — и Тель-Авива и Яффы — обратились к властям с просьбой прекратить насилие. Полиция опять объявила комендантский час. Несмотря на призывы Рокаха успокоиться, Иргун продолжал нападения. Крупнейшим из них был взрыв на центральном рынке Яффы 26 августа 1938 года, где погибли 24 араба и ранено десятки. 18 октября было введено военное положение, войска вошли в Яффу и другие проблемные районы. Хоть насилие не прекратилось, постепенно жизнь вернулась в обычное русло. Даже в пограничных районах люди опять ходили в кафе, евреи вновь стали пользоваться яффским портом. Окончательно атмосфера успокоилась с началом 2-й мировой войны.
В результате восстания и забастовки финансовое положение города резко ухудшилось. Кроме того, большая часть Старого города лежала в руинах, а средств на его восстановление не было. Кроме забастовки по городской экономике ударило бегство еврейских торговцев и строительство порта в Тель-Авиве (после того, как открытие хайфского порта уже уменьшило значение яффского). В Яффе распространилась безработица, цены на землю упали, магазины и дома пустовали.
Отношения с Тель-Авивом ухудшились и из-за общей напряжённости, и из-за требований присоединить к Тель-Авиву еврейские районы Яффы. Конфликт привёл к тому, что эти районы оказались оторваны как от Яффы, так и от Тель-Авива.
В 1940-е годы городской бюджет вновь начал расти, достигнув в середине десятилетия уровня, предшествовавшего восстанию (в 1943—1944 финансовом году 155 тыс. пал. фунтов). Из-за войны вся страна испытывала экономические трудности, но правительство по возможности помогало местной власти крупнейших городов. В эти годы крупнейшие улицы в центре, а также некоторые улицы на востоке и юге города, были вымощены новейшим методом. Ситуация с водопроводом улучшилась с завершением строительства водокачки в районе Аджами в 1940 году. При этом, город так и не смог реализовать планы возведения централизованной канализационной системы. В этот период развитие Яффы всё ещё отставало от темпов развития Тель-Авива и Хайфы.
В начале 1940-х резко улучшились межэтнические отношения и отношения Яффы с Тель-Авивом. Кроме необходимости совместной работы, вызванной войной, к этому привела и прагматичная позиция мэра города Абдул-Рауфа Альбитара, чью терпимость и спокойный нрав признавали обе стороны. После его смерти в 1941 году его преемник Умар Альбитар продолжил его политику по отношению к евреям.
В конце 1944 года в городе усилились проявления недовольства евреями и британскими властями. В 1945 году в городе неоднократно происходили забастовки по этой причине. Напряжённость в пограничных районах привела к усилению там полицейского присутствия. В начале 1946 года в ответ на политику Великобритании и деятельность еврейских подпольщиков палестинские арабы объявили полный бойкот евреев. В мае, в ответ на публикацию доклада Англо-американского комитета по вопросу о Палестине, Верховный арабский комитет объявил всеобщую забастовку, были проведены демонстрации под охраной полиции. В августе произошёл очередной всплеск насилия из-за вооружённого ограбления, произошедшего 10 августа 1947 в Тель-Авиве, в кафе «Ган Хаваи», в ходе которого погибло четверо. Причиной происшествия была вражда между двумя арабскими кланами, но в еврейской общине посчитали, что оно имело националистические мотивы. 12 августа начались вооружённые столкновения евреев и арабов, до 15 августа было ранено около 80 человек. Очередной комендантский час ослабил напряжение, но из пограничных районов бежали многие жители. Лидеры обеих сторон призывали общины к прекращению нападений, и в середине августа положение успокоилось. В середине 1940-х достиг пика конфликт городских властей с еврейскими кварталами города. В итоге, жители этих кварталов перестали платить налоги яффским властям, бойкотировали выборы в горсовет и официально обратились к мэрии Тель-Авива с просьбой предоставлять им муниципальные услуги.
Власти Яффы считали требования присоединить любые кварталы к Тель-Авиву посягательством на их землю и права. Арабы считали, что британцы поддерживают развитие Тель-Авива за счёт Яффы, помогая ему расширять муниципальную территорию (покупая земли вокруг Яффы) и блокируя развитие Яффы.
Последний мэр Яффы, Юсеф Хайкаль, попытался оживить город и обратился за помощью к египетским властям. Был подготовлен амбициозный генеральный план, но город так и не смог добыть необходимые для его реализации деньги.
К началу арабо-израильской войны, в 1947 году, Яффа была крупнейшим арабским городом Палестины, но забастовки и бойкоты, перенаселённость и отставание от Тель-Авива привели к падению её статуса. Её население составляло около 104 тыс. человек, из них около 41 тыс. — евреи.

### Арабо-израильская война (1947—1948)

Карта операции «Хамец». Розовым отмечена территория под контролем арабских сил, коричневым — еврейские населённые пункты. Синим отмечены перемещения еврейских сил.

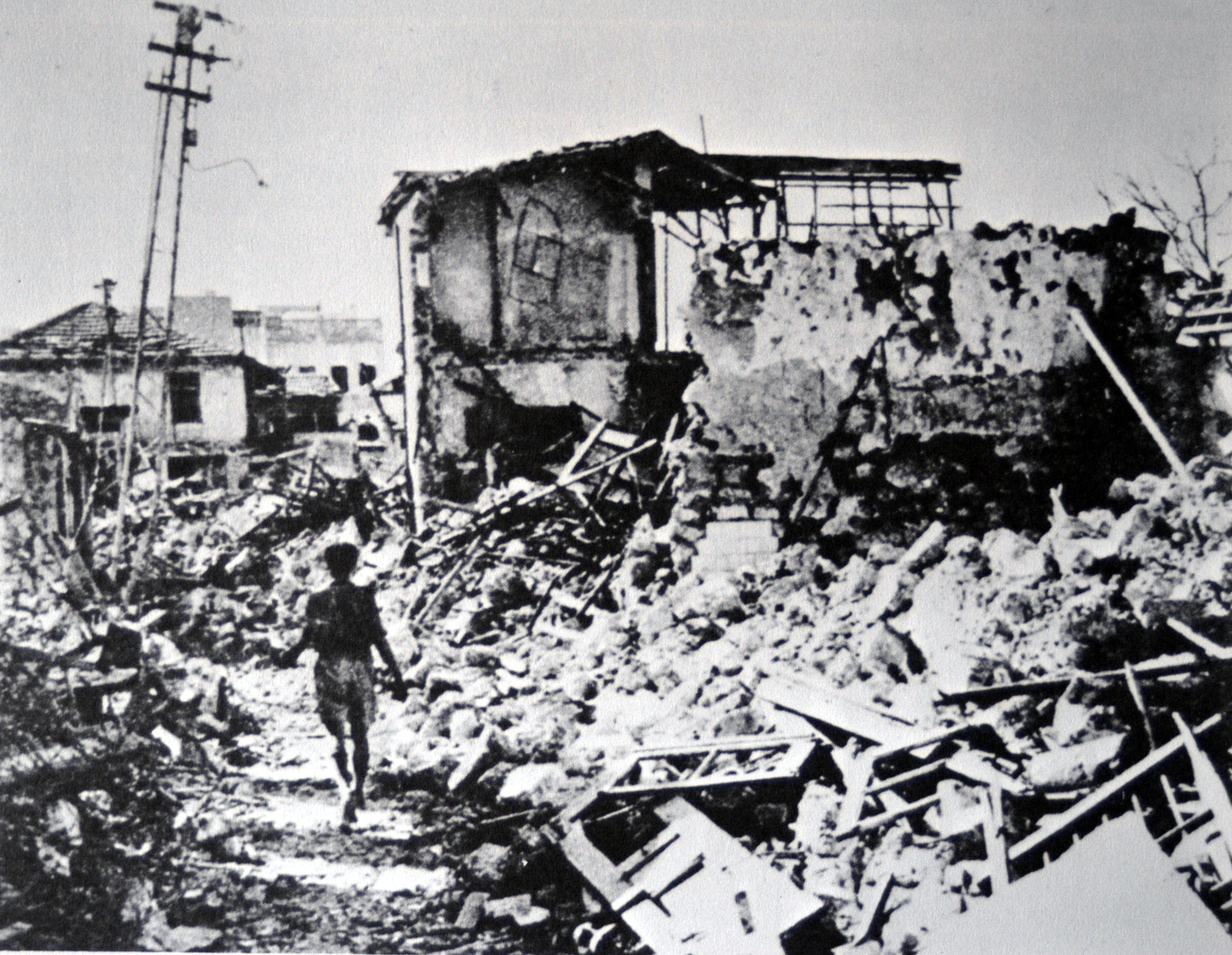
Руины Маншии, 1948

На следующий же день после принятия решения ООН о разделе Палестины, начались единичные перестрелки и столкновения между сторонами. «Хагана» готовилась к обороне Тель-Авива, но слухи о крупномасштабном нападении оказались неверными. Тем не менее, пограничные районы постепенно покидали жители. 5 декабря отряды «Хейль-саде» провели операцию на окраине деревни Салама, но встретили отпор арабов и британского патруля. 8 декабря Хасан Саламе, командующий арабскими отрядами в Яффе и центральной Палестине, организовал атаку на район Ха-Тиква, которая была отбита. 7 декабря лидер «Хаганы» Галили предложил предпринимать действия против арабского транспорта в Яффу, и Бен-Гурион одобрил эту идею, призвав в то же время избегать столкновений с британскими силами. В это время арабские лидеры из Яффы и еврейские фермеры и бизнесмены из Тель-Авива во главе с мэром смогли достичь соглашения о прекращении столкновений хотя бы до марта, когда заканчивался сезон экспорта цитрусовых. После некоторого сопротивления Бен-Гурион согласился на перемирие, и атмосфера немного успокоилась. Тем не менее, умеренные арабские представители Яффы не смогли убедить Верховный арабский комитет достичь постоянного перемирия, и арабские отряды стали совершать нападения на Холон и дорогу Тель-Авив — Иерусалим. Всё это время продолжались мелкие стычки. «Хагана» в основном действовала в пограничной зоне, в то время как «Иргун» и ещё одна еврейская боевая организация «Лехи» совершали нападения в центре арабских поселений. Взаимные нападения привели к тому, что покидать оба города или ехать в них стало опасно для жизни. 16 декабря английские полиция и армия покинули Тель-Авив и расположились на границе с Яффой. 2 января 1948 года Бен-Гурион одобрил план «Хаганы» блокировать Яффу, хотя на тот момент у евреев едва хватало сил на оборону Тель-Авива.
Многие жители Тель-Авива и Яффы стали беженцами. К середине января Тель-Авив был почти окружён арабскими силами. 22 января отряд «Хаганы» попытался прорвать заслоны на дороге у деревни Язур, которые не позволяли осуществлять сообщение с Иерусалимом. Рейд закончился неудачно, 7 бойцов погибли. В ответ «Хагана» взорвала водовод у Холона и заложила мины на некоторых дорогах вокруг Яффы. Обеспокоенные этим англичане, чтобы не дать евреям захватить стратегически важную дорогу Яффа — Лод, взорвали пост «Хаганы» на дороге и ввели войска в Тель-Авив. После этого «Хагана» прекратила нападения на арабский транспорт.
В феврале продолжались обстрелы с обеих сторон, пограничную зону обстреливали снайперы, в Яффу прибывали добровольцы Арабской освободительной армии (АОА). «Хагана» несколько раз атаковала окружающие деревни, в основном неудачно. В боях 28—29 февраля погибло 17 её бойцов. В ответ 13 марта была предпринята окончившаяся неудачей атака на деревню Абу-Кабир, контролировавшую дорогу из Яффы в Холон.
В рамках плана «Далет», предполагавшего переход «Хаганы» к наступательным действиям и подчинение городов со смешанным населением, планировалось окружение Яффы (так называемая операция «Хамец»). Яффа со своим преимущественно арабским населением по плану раздела Палестины должна была стать анклавом арабского государства, окружённым еврейской территорией, и служить его портом. Считалось, что яффский анклав представлет собой угрозу соседнему Тель-Авиву, так как контролирует дороги, связывающие его с Иерусалимом и югом Палестины. В Яффе размещались английские войска, поэтому было решено окружить город и отрезать его от деревень, лежащих восточнее. Ожидалось, что это приведёт к сдаче города без боя.
25 апреля, за два дня до начала операции, отряд «Иргуна» численностью около 600 человек без согласования с «Хаганой» атаковал Маншию. Через три дня упорных боёв еврейские бойцы захватили этот район, но при продвижении оттуда на юг столкнулись с английскими частями. В ответ англичане начали артиллерийский обстрел Тель-Авива. После этого «Иргун» начал переговоры с англичанами, в итоге согласившимися оставить Маншию под еврейским контролем, при условии, что бойцов «Иргуна» сменят отряды «Хаганы».

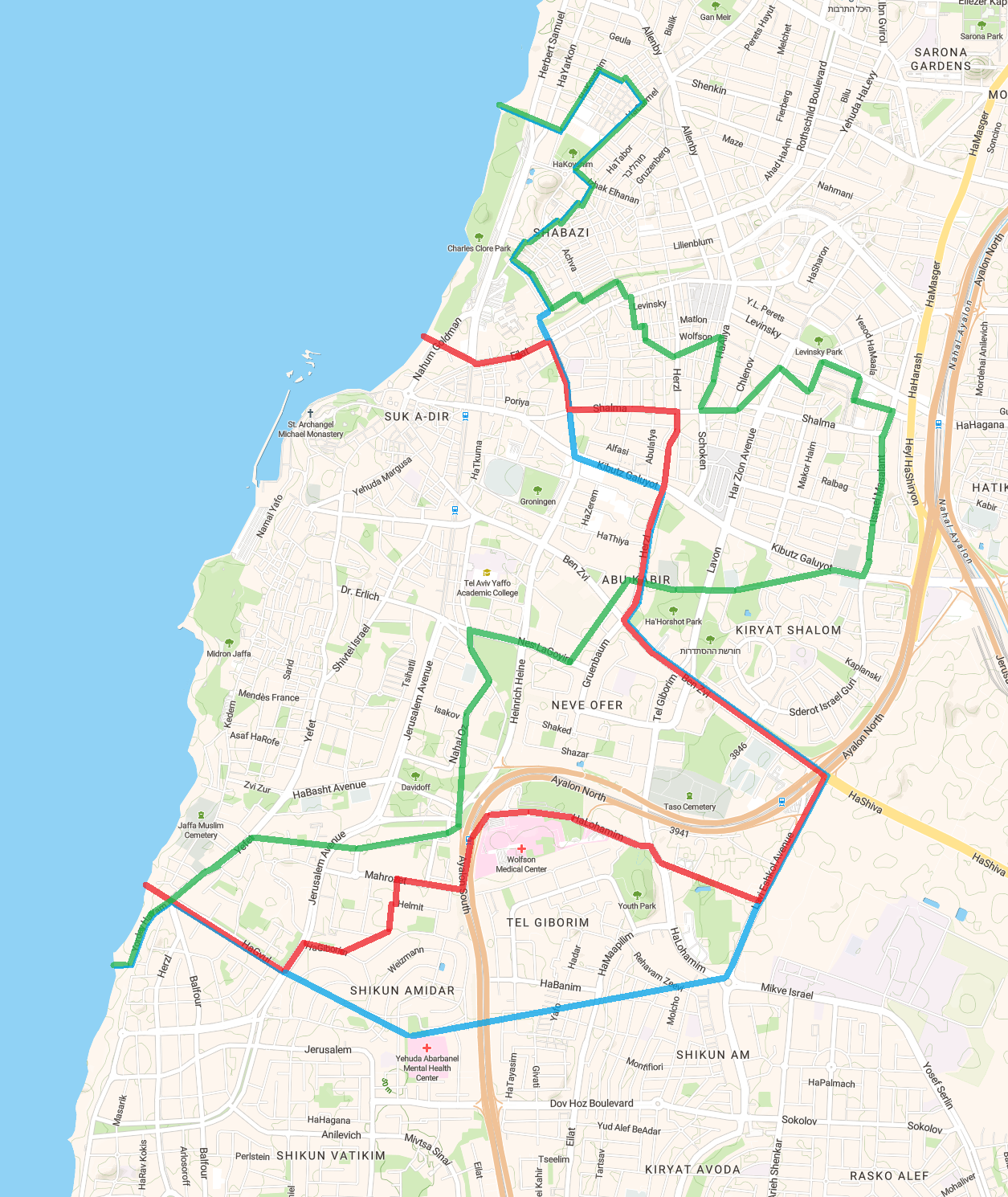
Изменение территории Яффы. Зелёный — границы города на 1944, красный — нынешние границы

Сама операция «Хаганы» началась 28 апреля. На севере наступала бригада «Александрони», захватившая деревни Хаирия, Сакия и Кафр-Ана. Бригада «Кирьяти» обстреливала деревни Салама, Маншия и Джабалия, прикрывая основные силы. Бригада «Гивати» наступала на юге на хорошо укреплённую деревню А-Риш. При помощи артиллерии деревню удалось захватить за несколько минут, но через два часа предприняло контратаку формирование АОА численностью в 300 человек, которым удалось выбить оттуда отряд «Хаганы», остатки которого отступили. 30 апреля бойцы «Гивати» атаковали лежащий восточнее Язур, захватив его почти без сопротивления. В результате операции Яффа была отрезана от окружающих деревень. Прямым последствием операции являлось прекращение обстрелов Тель-Авива и устранение угрозы еврейскому движению по дорогам, ведущим в город.
Жители Яффы начали ощущать нехватку продуктов, а арабские добровольцы из АОА стали мародёрствовать. Жители стали покидать Яффу по морю, ежедневно уплывали 5-8 тыс. человек. В итоге большая часть арабского населения бежала. Город окончательно капитулировал 13 мая, после вывода английских войск.

### В составе Израиля

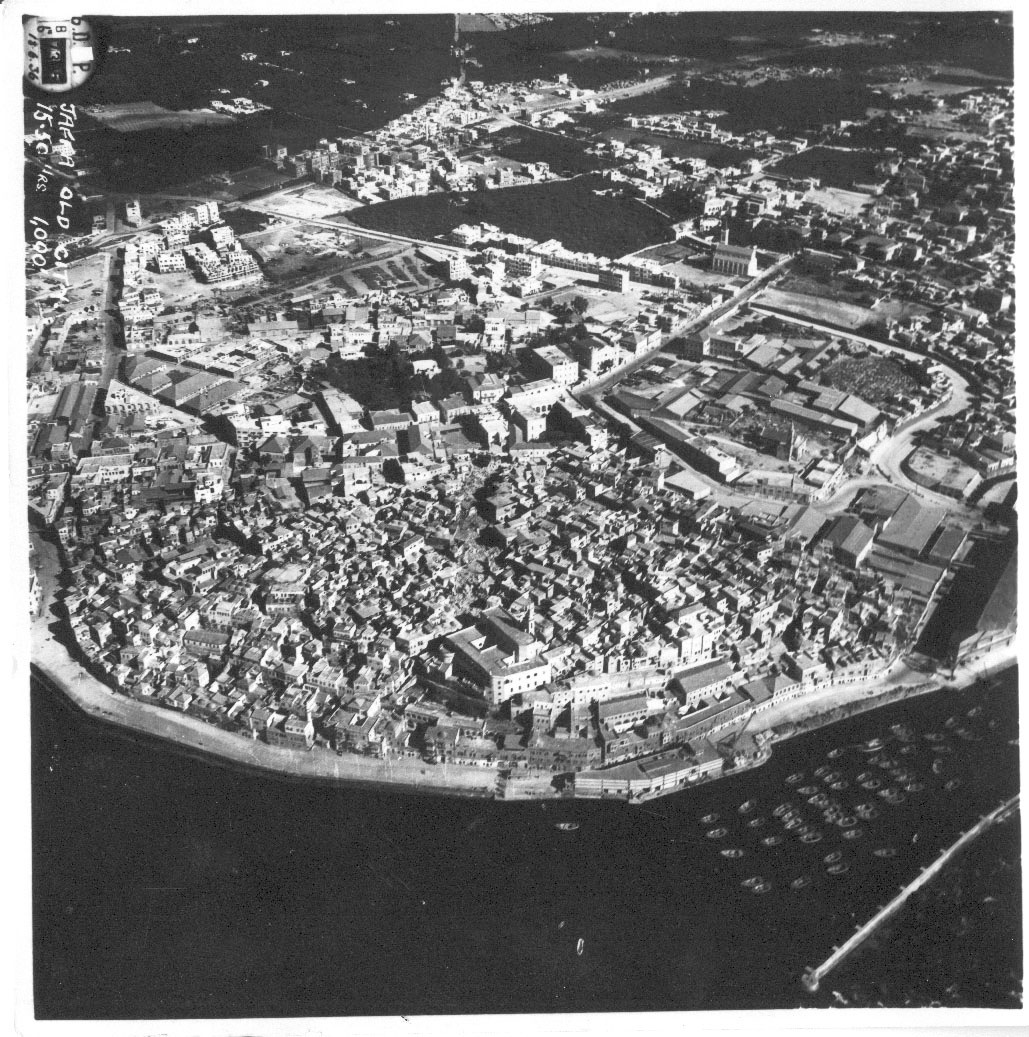
Яффский порт, 1950-е годы

В мае 1949 года к Тель-Авиву были присоединены северные районы Яффы (а часть территории на юге города была передана Бат-Яму и Холону), а в апреле 1950 года — вся Яффа. Во время войны Яффу покинуло большинство населения (особенно обеспеченные люди), в городе осталось лишь около 5 из 73 тыс. жителей. Арабское население Яффы переселили в районы Аджами и Джабалия, которые находились под контролем военной администрации до 1950 года. Вскоре в сохранившихся брошенных домах поселились 45 тысяч евреев, в основном, недавно прибывших репатриантов из балканских стран. В частности, туда переселилась большая часть общины евреев Болгарии. В 1955 году евреи составляли уже 2/3 населения района. К концу 1950-х в Маншийе проживало 13 тысяч, а в Абу-Кабире — около тысячи человек. В 1955 году город стал переселять жителей старой Яффы (т. н. «Большая зона») в построенный для них район Цахалон. В 1957 году начался снос аварийных зданий.
Сразу после окончания войны многие старые дома были снесены, особенно находившиеся близко к побережью. Первые планы предполагали снести почти все дома Старой Яффы, но в итоге давление общественности заставило власти изменить подход.
В 1961 году в муниципалитет совместно с министерством труда основали компанию «Халамиш», занимавшуюся переселением 20—25 тысяч семей из бедных районов (старая Яффа, Маншия, Кфар-Шалем, Махлуль и Шейх-Муаннис). До 1965 года было переселено около 4,5 тысяч семей. Выселение жителей Маншии продолжалось до конца 1970-х. В 1960-е годы арабское население Яффы росло, а в начале 1970-х начало падать. Многие арабы видели в действиях муниципалитета дискриминацию и угрозу арабской общине.
К концу 1960-х годов многие из евреев-репатриантов покинули Яффу, а многие арабские жители Аджами и Джабалии переселились восточнее.
В 1960 году городские власти совместно с правительством основали «Компанию по развитию древней Яффы», целями которой было развитие Старой Яффы в качестве культурно-развлекательного центра и сохранение её религиозных и археологических ценностей.
С открытием в 1965 году ашдодского порта яффский перестал служить торговым, но остался рыбацким и туристическим портом. В 1960-е годы старую часть Яффы восстановили и превратили в художественную колонию, причём часть зданий не отреставрировали, а перестроили в «восточной» стилистике. Колония не имела особого успеха, но старая Яффа наполнилась жителями, относящимися к тель-авивской богеме. Там открылись рестораны и стала развиваться ночная жизнь. В 1970-е годы центральная часть Яффского побережья была расширена высыпанием в море строительного мусора, в итоге эта практика была прекращена после протестов местных жителей.

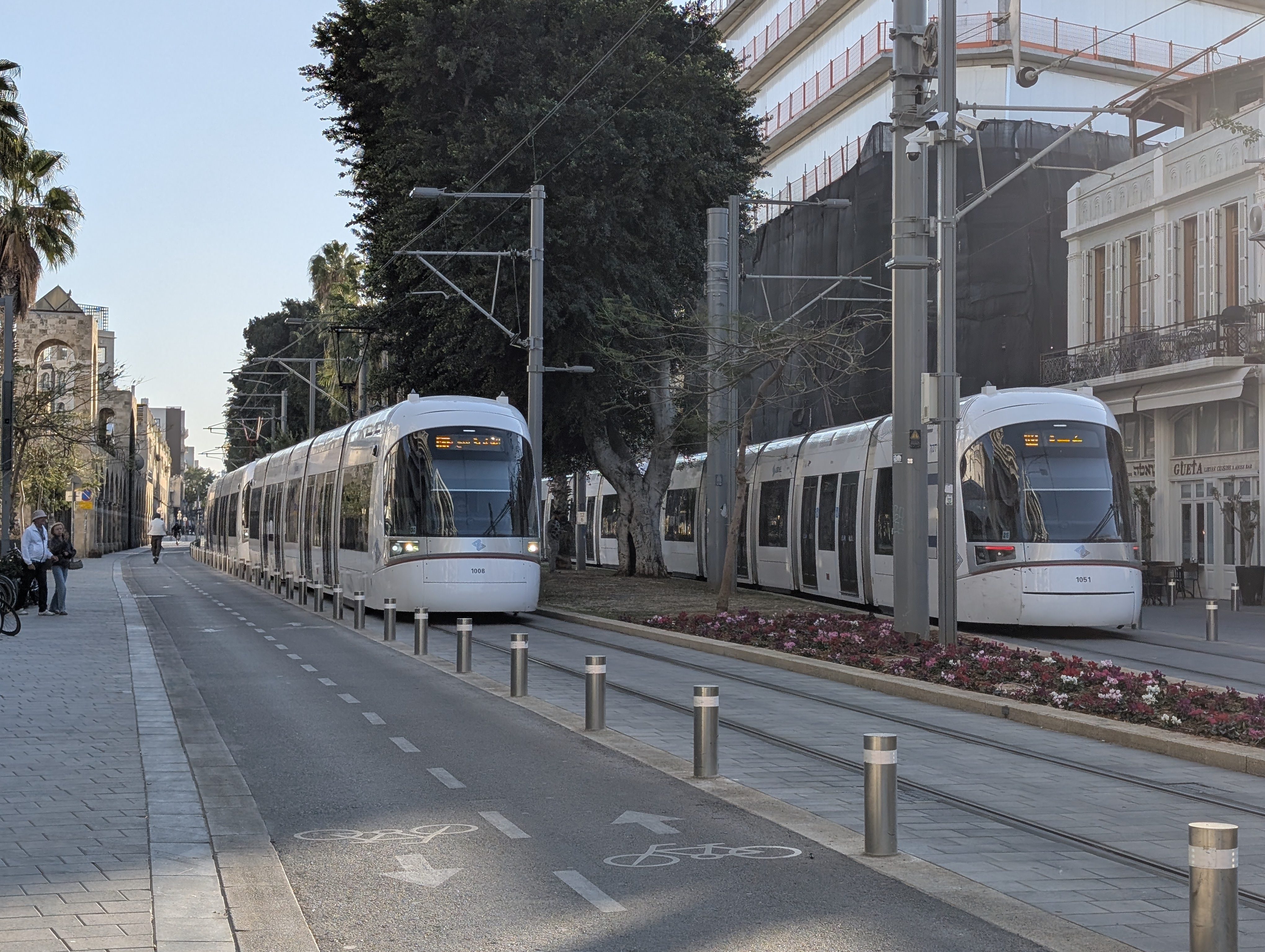
Поезд «Данкаль» на Иерусалимском проспекте в Яффе

В 1980-е годы подход к развитию города изменился и мэрия стала разрабатывать планы, учитывая интересы местных жителей и поддерживая контакт с представителями арабской общины. В те годы порт был модернизирован на средства города и ненадолго стал оживлённым, но в 1993 году финансирование прекратилось. Порт собрались приватизировать, но под давлением общественности в 2001 году было решено, что он перейдёт в собственность города. В 1990-е годы в Яффе стал заметен процесс джентрификации, в ходе которого в бедных районах возводятся жилые комплексы для состоятельных горожан, что приводит к притоку обеспеченных и к оттоку бедных. Этот процесс несколько замедлился в 2000-е годы в результате усилий мэрии обеспечить более сбалансированное развитие района.
В 2000 и 2021 году Яффа пострадала от межэтнических беспорядков.
В 2023 году начала работать легкорельсовая транспортная система, красная линия которой проходит по Иерусалимскому проспекту в центре Яффы. Для этого часть проспекта перекрыли для движения автомобилей. В ноябре 2024 года у одной из станций трамвая произошёл теракт, в ходе которого погибло 7 человек. В декабре 2024 года в Яффе взоралась баллистическая ракета, выпущенная из Йемена, 14 человек было ранено.

## Население
Согласно данным муниципалитета, по состоянию на 2022 год в Яффе проживало около 55100 человек. Из них 58 % составляли евреи; арабы составляли около 33 %, а у 9 % религия не была указана (в большинстве своём это репатрианты из стран бывшего СССР). 78 % арабского населения — мусульмане, остальные — христиане. В 1990-е население района пополнилось трудовыми мигрантами из Азии, Африки и Восточной Европы.
Средний размер домохозяйств составляет 2,6 человека, что значительно выше среднего по Тель-Авиву (2,1). Плотность на единицу жилплощади — 27,9 м²/чел — тоже значительно выше среднегородской (37,9). Средняя рождаемость составляет 2,0 детей на женщину (2008). 17,5 % населения имеют свидетельство о высшем образовании. Яффа — самая бедная часть Тель-Авива. На начало ХXI века среднемесячный доход на дущу населения составил 1163 шекелей (в среднем по городу: 2488 шекелей). Большинство арабов в Яффе живут в старых кварталах — Аджами и Джабалия (Гиват-Алия). Около четверти арабского населения — дети до 14 лет (2009). По оценкам организации «Бимком», на конец XX века около трети арабского населения Яффы проживали в домах, принадлежащих «Рашут-ха-Питуах»; часть из них являются «защищёнными жильцами», многим другим угрожает выселение.
Динамика численности населения (оценочная) Яффы с начала XIX века до арабо-израильской войны (1800—1946); динамика численности населения 7 административного района в составе Тель-Авива (1961—2022):

## Органы власти

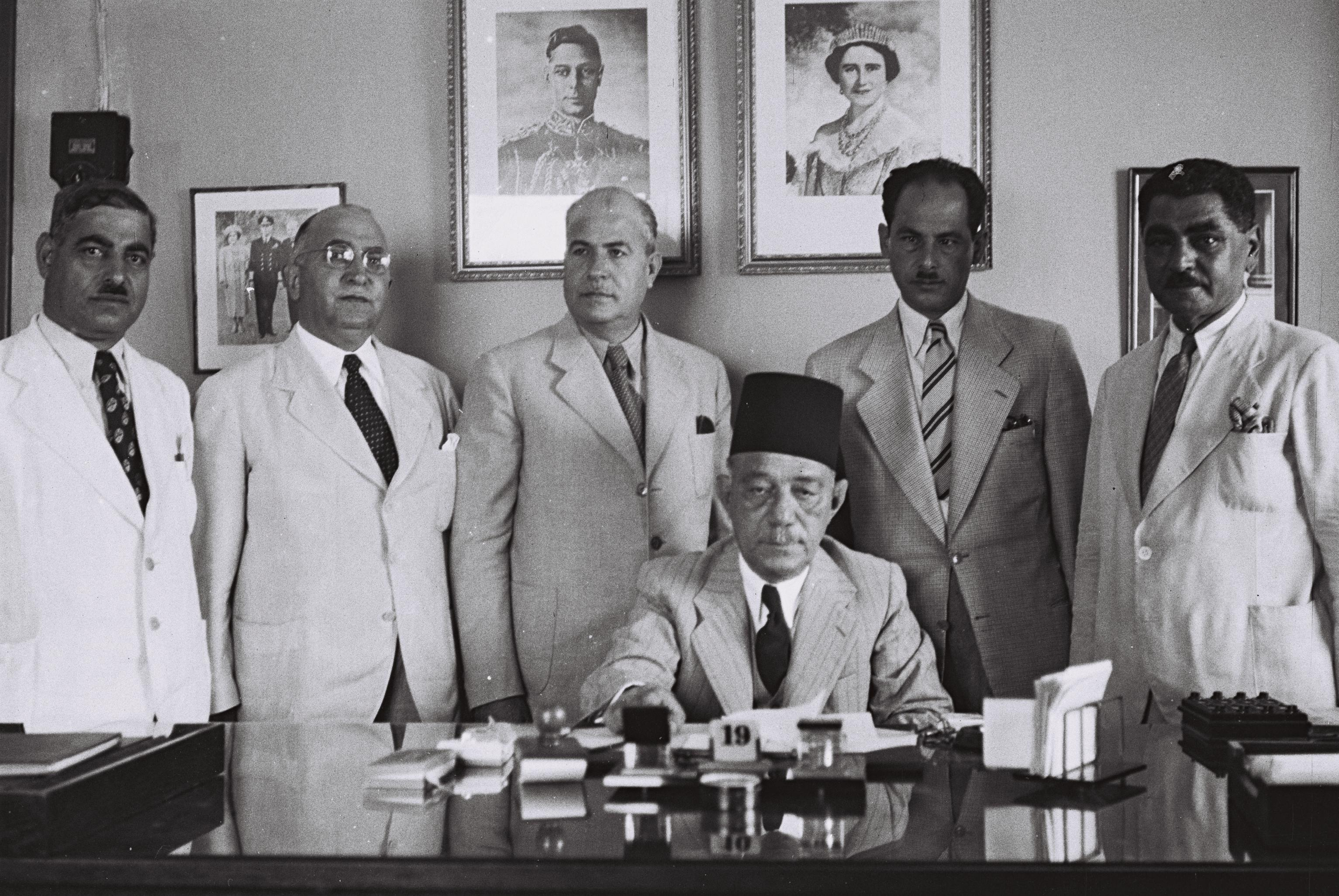
Альбитар, Умар со своими подчинёнными

В 1871 году османские власти организовали первый городской совет Яффы во исполнение закона о вилайетах 1864 года. Членов совета выбирали из местной элиты. Вначале совет включал в себя четырёх представителей мусульман и двух христиан, но по настоянию иностранных консулов туда были включены и двое иностранных подданных, а после обращения еврейского альянса — и представитель еврейской общины. Первые выборы в совет состоялись в 1913 году, в них голосовало 700 человек. Главы горсовета османской эпохи, чьи имена нам известны, следующие — Вахаба аль-Дабаг, Хосни-бек аль-Арнаут, Шейх Сави Абу-Джабан, Шейх Салим Али Биби, Мухаммад Али аль-Даджани и Умар Альбитар. Последний занимал эту должность с 1908 по 1915 год, после чего был уволен турецким каймакамом.
С началом британского правления в Палестине, власти назначили мэром города Асем-бей Саида. В 1927 году были устроены всеобщие выборы мэра, на которых тот сохранил своё место. Во время арабского восстания, в 1939 году, англичане распустили горсовет и назначили для управления городом комитет, главой которого стал Абдул-Рауф Альбитар, занимавший эту должность до своей смерти в 1941 году. На смену ему был назначен его брат, Умар, остававшийся мэром до 1945 года. После него англичане назначили руководить городом Юсефа Хайкаля, которым стал последним мэром Яффы. В мае 1948 года, незадолго до захвата Яффы еврейскими отрядами, он покинул город и отправился в Иорданию, где сделал дипломатическую карьеру.
Список мэров (председателей горсовета) в XX веке:
- Умар Альбитар[ивр.] (1908—1915)
- Асем-бей Саид (1927—1939)
- Абдул-Рауф Альбитар[ивр.] (1939—1941)
- Умар Альбитар (1941—1945)
- Юсеф Хайкаль[англ.] (1945—1948)

Про мэров объединённого города Тель-Авив-Яффа смотрите список мэров Тель-Авива.

### Административное деление

Карта кварталов Яффы

Яффа разделена на 4 подрайона и на следующие кварталы: Аджами, Гиват-Алия, Цахалон, Старая Яффа, Яфо-Гимель, Неве-Голан, Яфо-Бет, Тель-Кабир, Неве-Офер, Гиват-Херцель, Михлелет-Яфо-Тель-Авив (Академический колледж Тель-Авива-Яффо), Дакар, промышленная зона Цомет-Холон.
|       | Квартал                         | Площадь (дунам) | Процент жилой застройки | Население (чел.) | Плотность населения (чел./дунам) | Процент евреев |
| ----- | ------------------------------- | --------------- | ----------------------- | ---------------- | -------------------------------- | -------------- |
| 1     | Яффа-север («Цфон-Яфо»)         | 949             | 38,5 %                  | 6780             | 7,1                              | 68,6 %         |
| 2     | Гиват-Херцель, Эзор-Мелаха      | 619             | 10,2 %                  | 890              | 1,4                              | 71,6 %         |
| 3     | Старая Яффа, порт               | 300             | 41,8 %                  | 960              | 3,2                              | 68,8 %         |
| 4     | Аджами и Гиват-Алия             | 1038            | 78,7 %                  | 5550             | 5,3                              | 21,9 %         |
| 5     | Цахалон и Шикуней-Хисахон       | 896             | 76,3 %                  | 7320             | 10,5                             | 31,2 %         |
| 6     | Яфо-Гимель и Неве-Голан         | 444             | 89,7 %                  | 6310             | 14,2                             | 68,7 %         |
| 7     | Михлелет-Яфо-Тель-Авив и Дакар  | 517             | 66,0 %                  | 6210             | 9,2                              | 55,5 %         |
| 8     | Яфо-Далет (Гиват-ха-Тмарим)     | 833             | 87,3 %                  | 6650             | 17,1                             | 80,0 %         |
| 9     | Яфо-Бет, Тель-Кабир и Неве-Офер | 1486            | 51,7 %                  | 7830             | 5,3                              | 94,5 %         |
| Всего | Всего                           | 6350            | 51,6 %                  | 47580            | 7,4                              | 63,8 %         |

## Образование

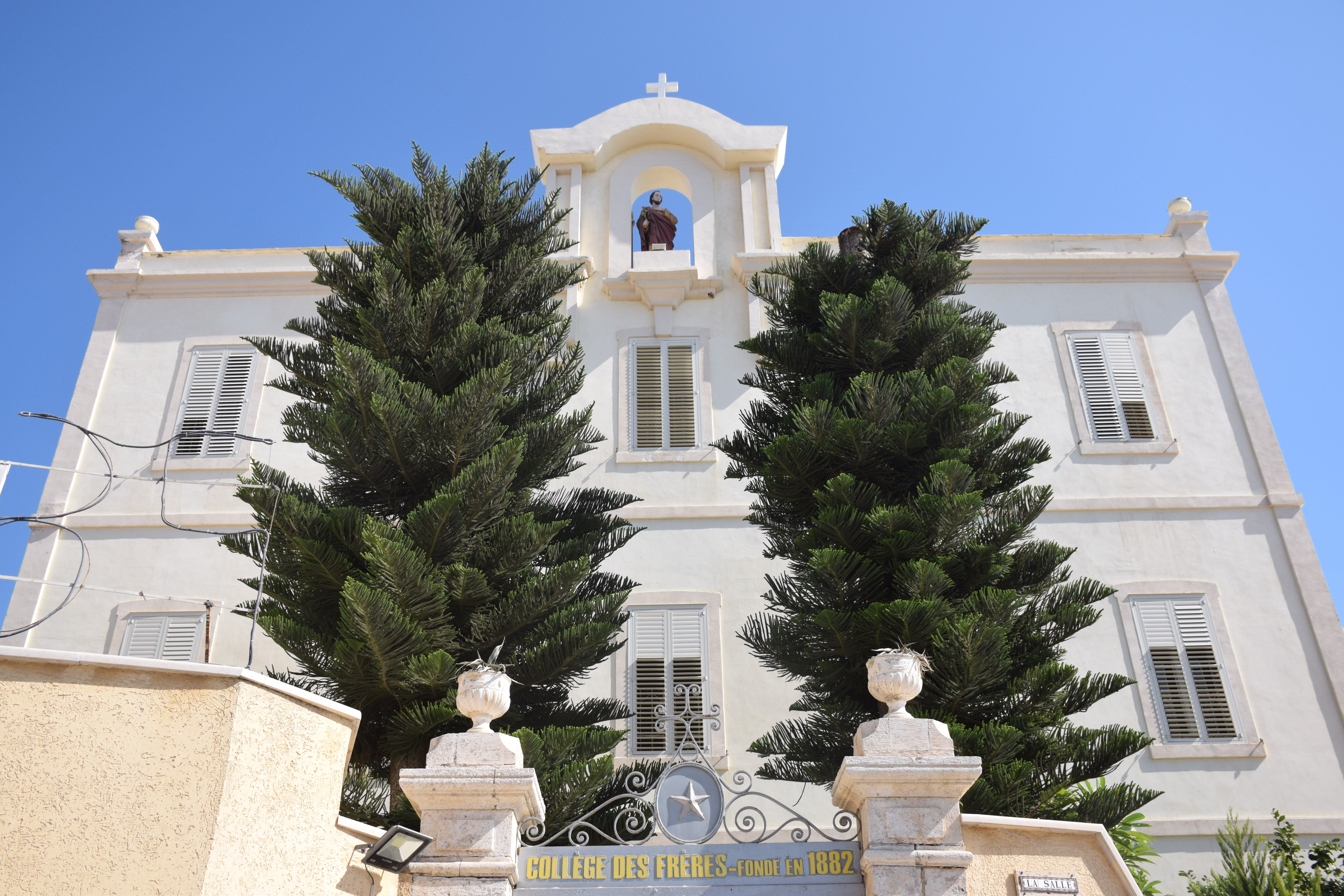
Collège des Frères de Jaffa

В Яффе есть несколько общих (ивритоязычных) государственных школ (Авигаиль, Ирони-Заин), частная демократическая школа, еврейская религиозная школа, государственные арабоязычные школы (Ахва, Ирони-Йуд-Бет). Также там действует несколько частных церковных школ. В школе Терра-Санта, которой руководят францисканцы (Кустодия Святой Земли), преподавание ведётся на английском языке. Школа «Тавифа», основанная в 1863 году,— единственная в мире школа, принадлежащая Церкви Шотландии; там преподавание также ведётся на английском. В школе учатся дети трёх религий. Collège des Frères de Jaffa основали в 1882 году ласаллианцы. Около половины учеников составляют мусульмане, около трети — христиане. Основным языком преподавания является французский. Плата за обучение в частных школах может доходить до 1000 шекелей в месяц. Как правило, их посещают дети из более обеспеченных арабских семей.
В Яффе действует двуязычная еврейско-арабская школа «Кулана яхад», чья учебная программа учитывает традиции обеих культур и где отмечают праздники трёх религий, и сеть из 5 двуязычных детских садов, где учатся 170 детей. На фоне прочих арабских государственных школ выделяется «Айджаль», специализирующаяся на арабской культуре; результаты её учеников близки к среднегородским и на 20 пунктов выше остальных яффских школ. Другие средние школы, действующие в Яффе — «Музот» («Музы», средняя школа с художественным уклоном для трудных подростков), технологическая средняя школа НААМАТ, «Мерказ-шикум» («Реабилитационный центр»), «Яфа-аль-мустакбаль», Средняя школа высоких технологий и искусств (до 2019 года называлась «Шевах-Мофет»), «Яд Шапира».
По сравнению с другими районами города, в Яффе высок процент учеников, бросающих школу (в Ирони-Йуд-Бет достигал 52 % в 2000/2001 уч. г.).
Многие обеспеченные еврейские семьи района посылают детей учиться в другие части Тель-Авива (около 2/3 еврейских детей Яффы учится за пределами квартала).
В Яффе расположен кампус Академического колледжа Тель-Авива-Яффо. Там обучается более 4000 студентов по программам на первую и вторую степень.

## Экономика

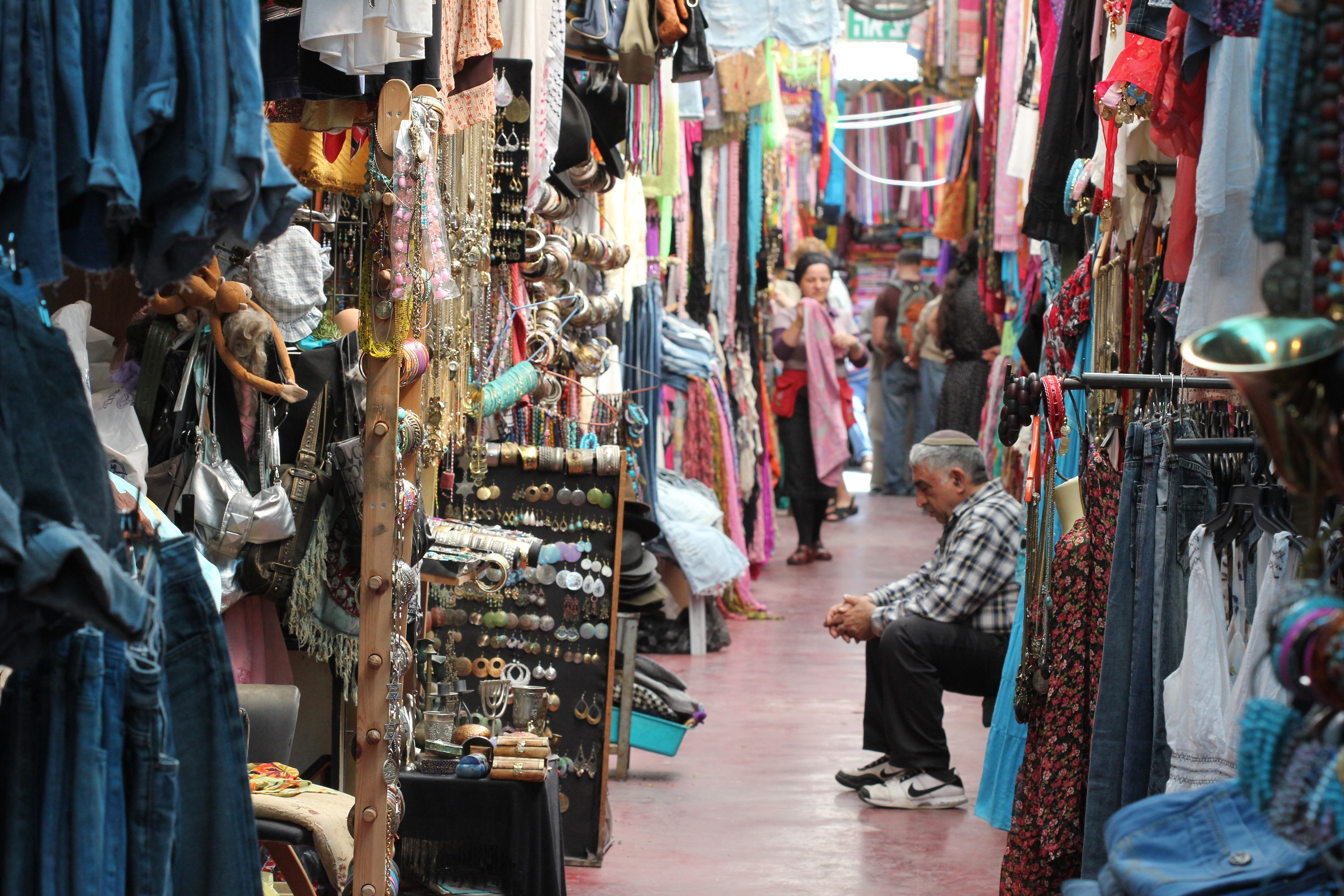
Блошиный рынок в Яффе

Традиционно основой экономики города был порт. Также немалую роль играли мыловарение и цитрусоводство. С 1965 года порт перестал служить торговым, но остался рыбацким и туристическим. На 2010 годы около 50-100 человек в Яффе зарабатывают на жизнь рыболовством, всего с этой сферой связаны менее 200 человек. В Яффе есть мелкие заводы и мастерские. Торговля и бизнес сосредоточены на северо-западе Яффы. Более скромная деловая активность наблюдается на её северо-востоке. Важной торговой зоной является район «блошиного рынка». Сегодня большую роль для Яффы играет туризм. Там расположено множество бутик-отелей, ресторанов и кафе. Кроме того, действуют несколько художественных галерей. В 2025 году бутик-отель «The Jaffa» был продан за 123 млн долларов. В начале XXI века постройка легкорельсовой транспортной системы Тель-Авива ухудшила ситуацию на главной улице Яффы, закрывшейся для проезда автомобилей, а арабско-еврейские столкновения, преступность и война в Газе ударили по всей торговле в Яффе.

## Транспорт

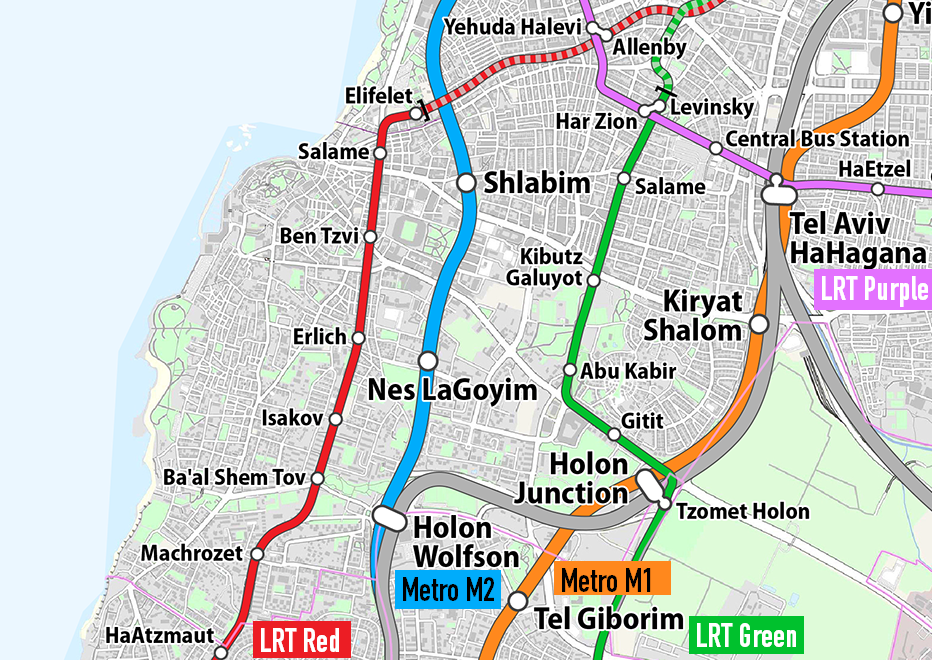
Рельсовый транспорт в Яффе: Железная дорога (серым), Красная линия «Данкаль», строящиеся линии «Данкаль» и планируемые линии метро

Главной улицей Яффы является проспект Йерушалаим («Иерусалимский»), по которому проходит Красная линия «Данкаль». До её запуска там проходили и большинство автобусных маршрутов. Автобус № 10 заходит в старый город, проезжая по ул. Йефет, автобус № 54, следующий от терминала Кармелит, доходит лишь до Часовой башни. Кроме того, через город проходят линии № 18, № 25 и № 41. По восточной границе квартала проходят линии № 72 и № 172. На юге квартала, на границе с Бат-Ямом и Холоном, расположена железнодорожная станция Холон — Вольфсон. Из яффского порта выходят суда на увеселительные плавания.

## Культура

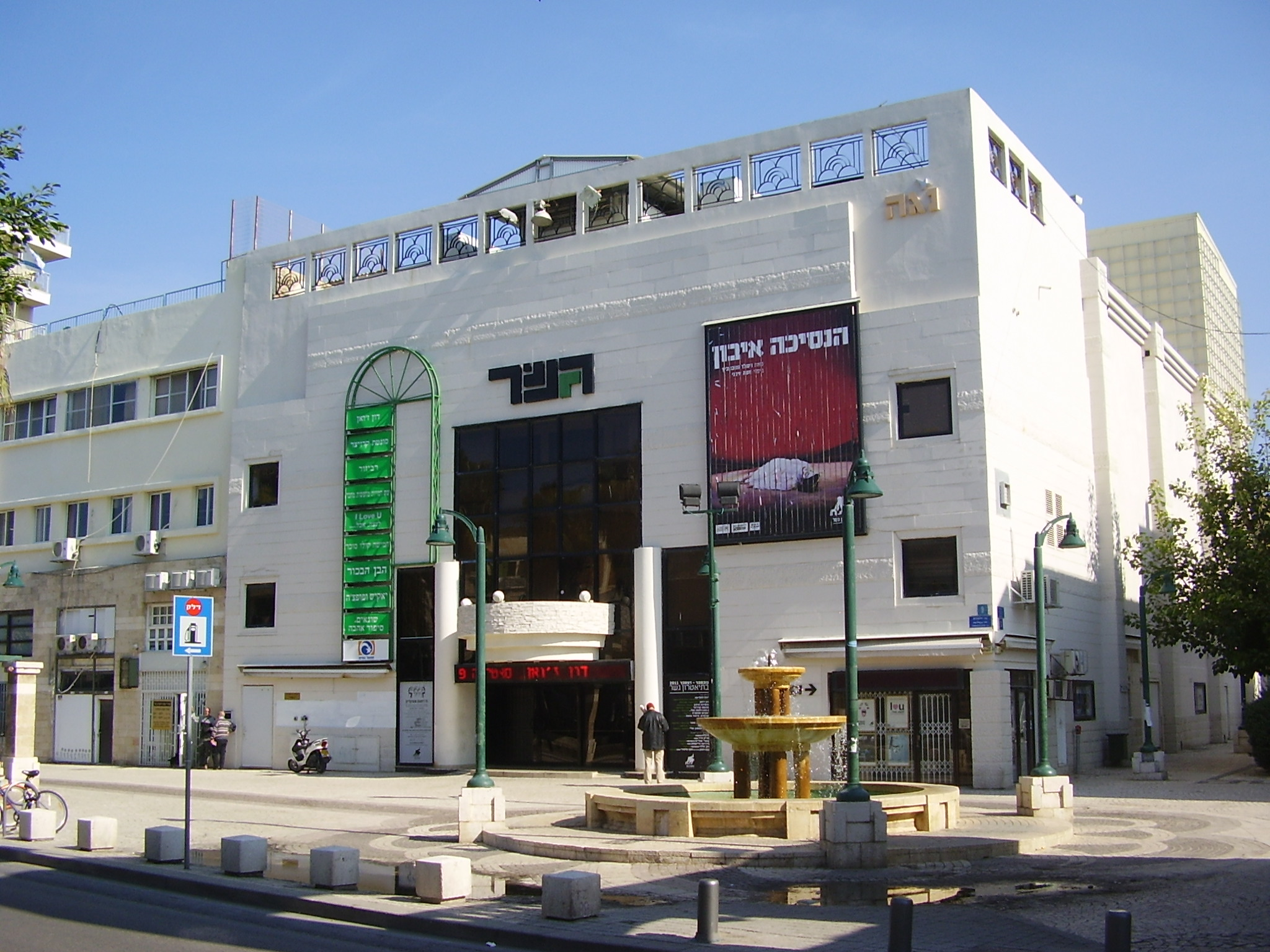
Tеатр «Гешер»

В Яффе действует несколько театров — «Гешер», Еврейско-арабский театр, «ха-Байт», «эль-Мина». В 1905 в Яффе была основана первая любительская труппа, играющая на иврите, она называлась «Ховевей ха-оманут ха-драматит». В конце 1950-х в помещении турецкой бани в Старой Яффе был открыт театр «Хамам», имевший сатирическую направленность, он закрылся в 1965 году. В 1981 году в Яффе начал работать театр «Симта» («Закоулок») под руководством Н. Нитая; с 1984 года в рамках фестиваля «Яффские ночи» там проводится Неделя израильской пьесы. Еврейско-арабский театр состоит из двух трупп, каждая из которых независимо ставит спектакли на своём языке, у них есть и совместные постановки. Большинство постановок связаны с еврейско-арабским конфликтом. В порту работает театр «На Лагаат», в котором выступают слупые и глухие актёры.
Также работает «Яффский кинотеатр» (ивр. קולנוע יפו‎) и кинотеатр под открытым небом в парке ха-Писга. В 2024 году в яффский порт перешёл известный тель-авивский ночной клуб «Барби», кроме него действует ещё несколько клубов. В Яффе расположена армейская радиостанция Галей Цахаль.

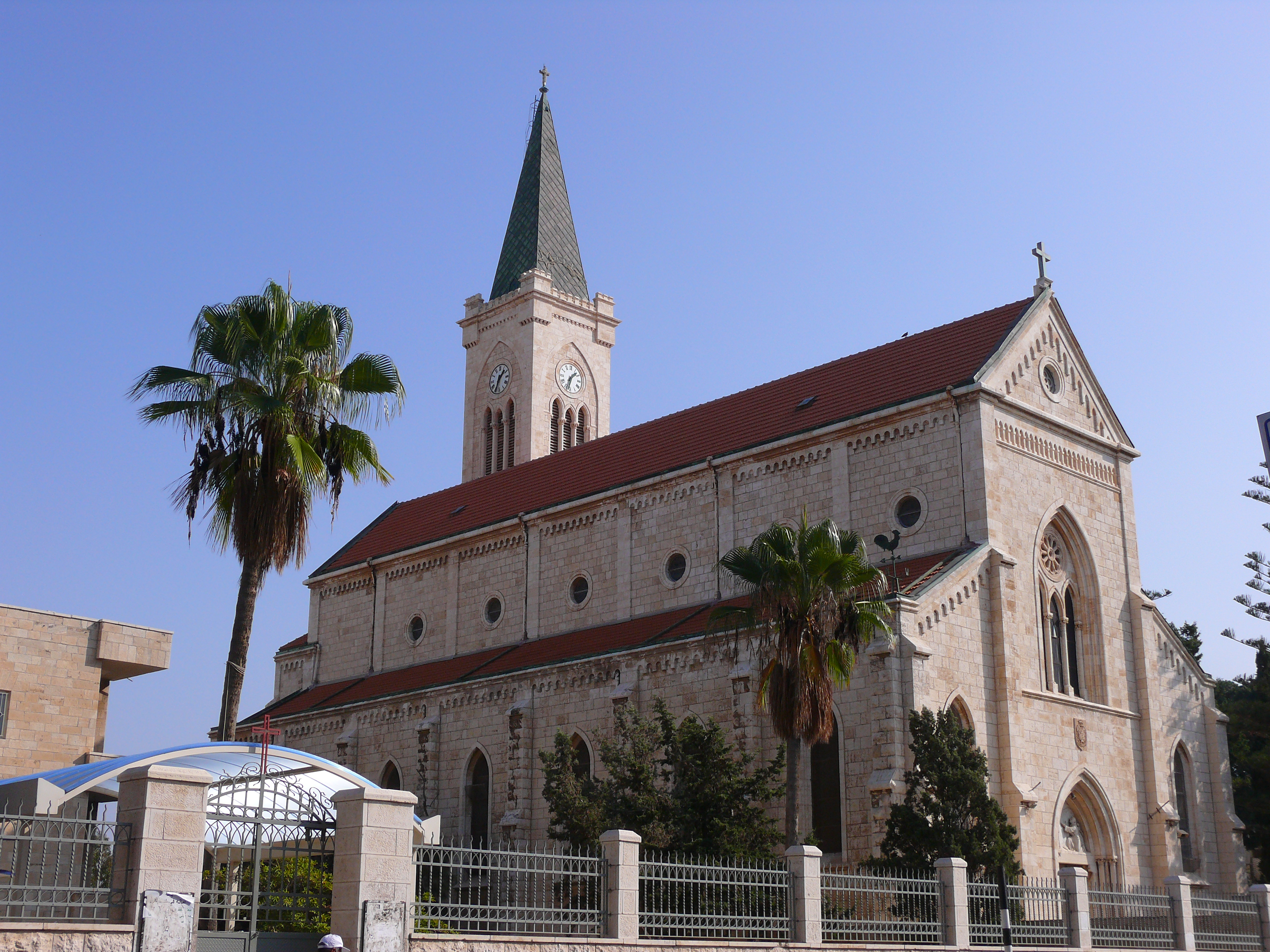
Церковь Святого Антония (Яффа)

В Яффе расположен главный футбольный стадион Тель-Авива — Блумфилд, являющийся домашним полем для трёх главных футбольных команд города и рассчитанный почти на 30 тыс. зрителей. Также там есть теннисный центр, включающий в себя 16 кортов, баскетбольное поле и стадион на 300 зрителей.
В центре старого города, в здании турецкой мэрии, расположен Музей древностей Яффы, основанный в 1951 году. Там представлены археологические находки, сделанные по всему городу. В старом городе действует музей Иланы Гур (художественная галерея). Важным туристическим ориентиром является Часовая башня, построенная в 1906 году в ознаменование 30-летия правления султана Абдул-Хамида II. Она расположена на одноимённой площади, главной в старой Яффе. Туристической и религиозной достопримечательностью является дом Симона Кожевника, являющийся, согласно христианской традиции, домом, на крыше которого апостолу Петру было видение сходящих с неба чистых и нечистых животных (Деян. 10:5-16). В настоящее время дом принадлежит армянской семье Закарян. Во дворе дома находится Яффский маяк. В районе американско-немецкой колонии действует «Дом дружбы штата Мэн» (англ. Maine Friendship House), рассказывающий об истории американских колонистов.
В Яффе действует несколько культурных центров, в том числе центр арабской культуры в «байаре» («колодезный дом») на улице Саламе и открывшийся в 2025 году «Дом Баракат» на юге города. В 2023 году был открыт детский «Центр науки и технологии». Действует 4 городские библиотеки — библиотека еврейско-арабского центра, «Яфо-Гимель», «Яфо-Далет» и «Мерказ-Мендель».

## Религия

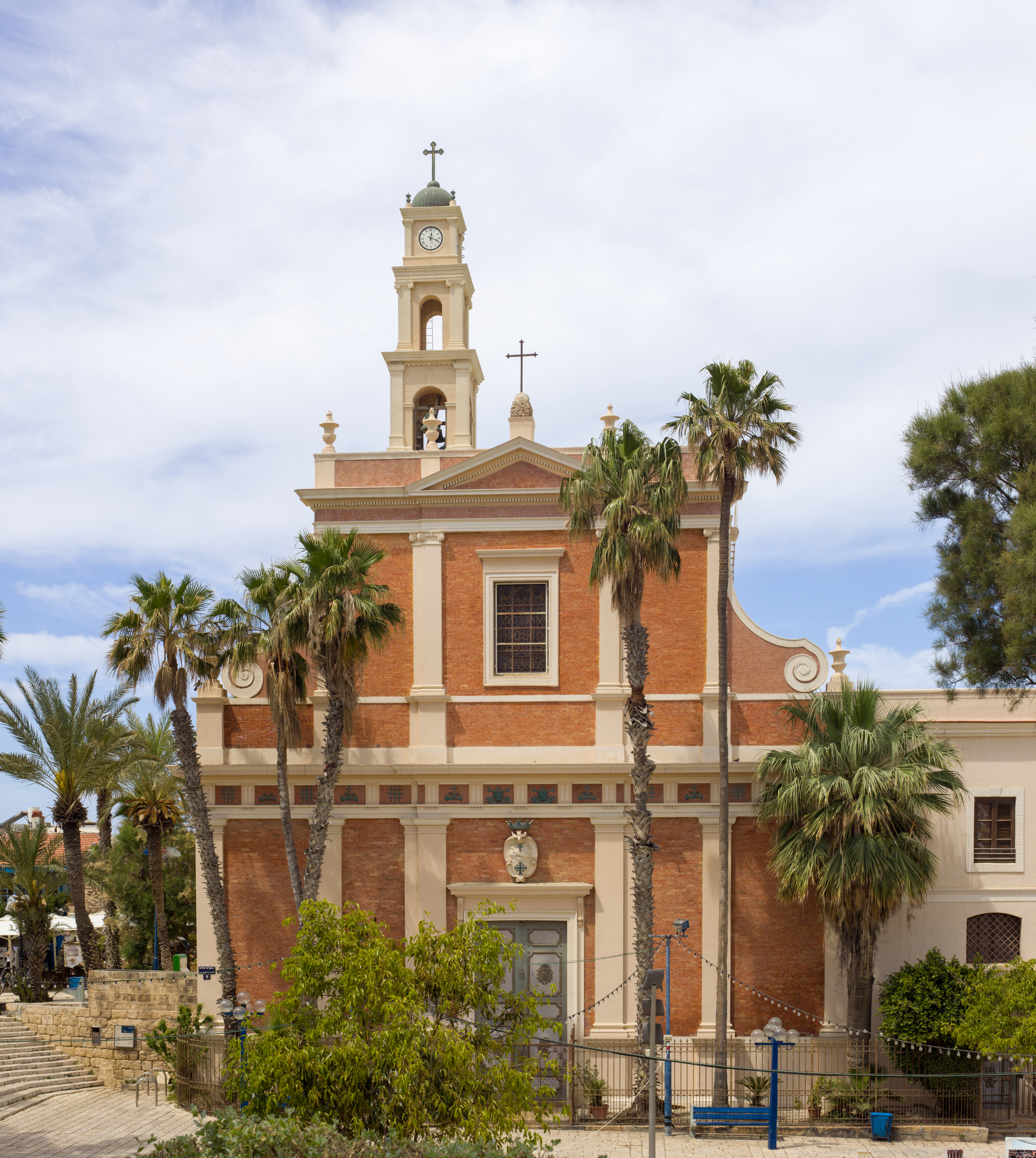
Церковь Святого Петра

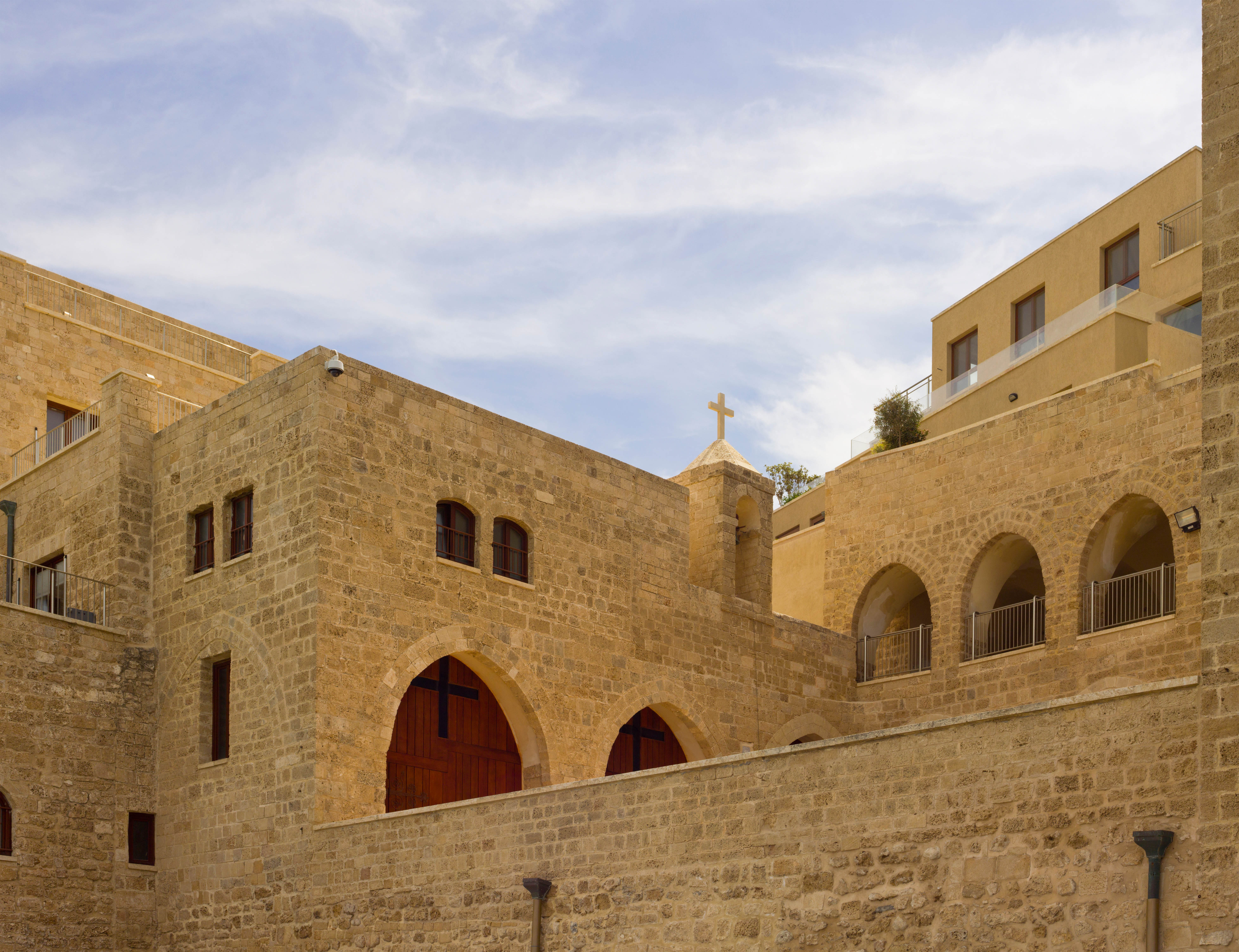
Армянский монастырь Яффо

Сегодня в Яффе действует 50 ортодоксальных синагог, а также реформистская «Бейт-Даниэль».
В городе действуют множество церквей. Францисканская Церковь Святого Петра с прилегающим к ней монастырём расположены на самой вершине яффского холма, на месте, где ранее стояла крепость крестоносцев. Там же расположена папская нунциатура на Святой земле. На крутом склоне холма, над портом, расположен армянский монастырь, включающий в себя и маленькую церковь. Он ведёт свою историю от XVII века, когда там было построено подворье с гостиницей для паломников-армян. Чуть южнее на том же склоне находится греческое подворье (православное), включающее в себя монастырь Святых Архангелов. Оно является центром самой крупной христианской конфессии в городе. Немного южнее стоит их главная церковь — церковь Святого Георгия. Главной католической церковью Яффы является церковь Святого Антония с высокой часовой башней, построенная в 1934 году и расположенная южнее старого города. Католический комплекс включает в себя школу «Терра Санта» и клуб. У грекокатоликов есть церковь Сайдат-аль-Бишара (то есть девы Марии) на ул. Дольфин, она построена в 1928 году. Рядом находится и маронитская церковь св. Антония. У коптов, одной из самых малочисленных конфессий в городе (например, в 1854 году в городе жили 5 коптов), есть небольшая церковь (Св. Антония) на юге города. На главной улице Яффы находится шотландская пресвитерианская церковь и протестантский центр. Чуть восточнее нынешней Яффы, на юге Тель-Авива, расположено русское православное подворье с монастырём и церковью Святого Петра и Тавифы, расположенное там, где, по преданию, была похоронена праведная Тавифа. Особенно выделяется высокая колокольня, будто приставленая к основному объёму церкви. Раньше яффские христиане устраивали крестные ходы к могиле Тавифы. Также в Яффе есть лютеранская церковь Иммануила.

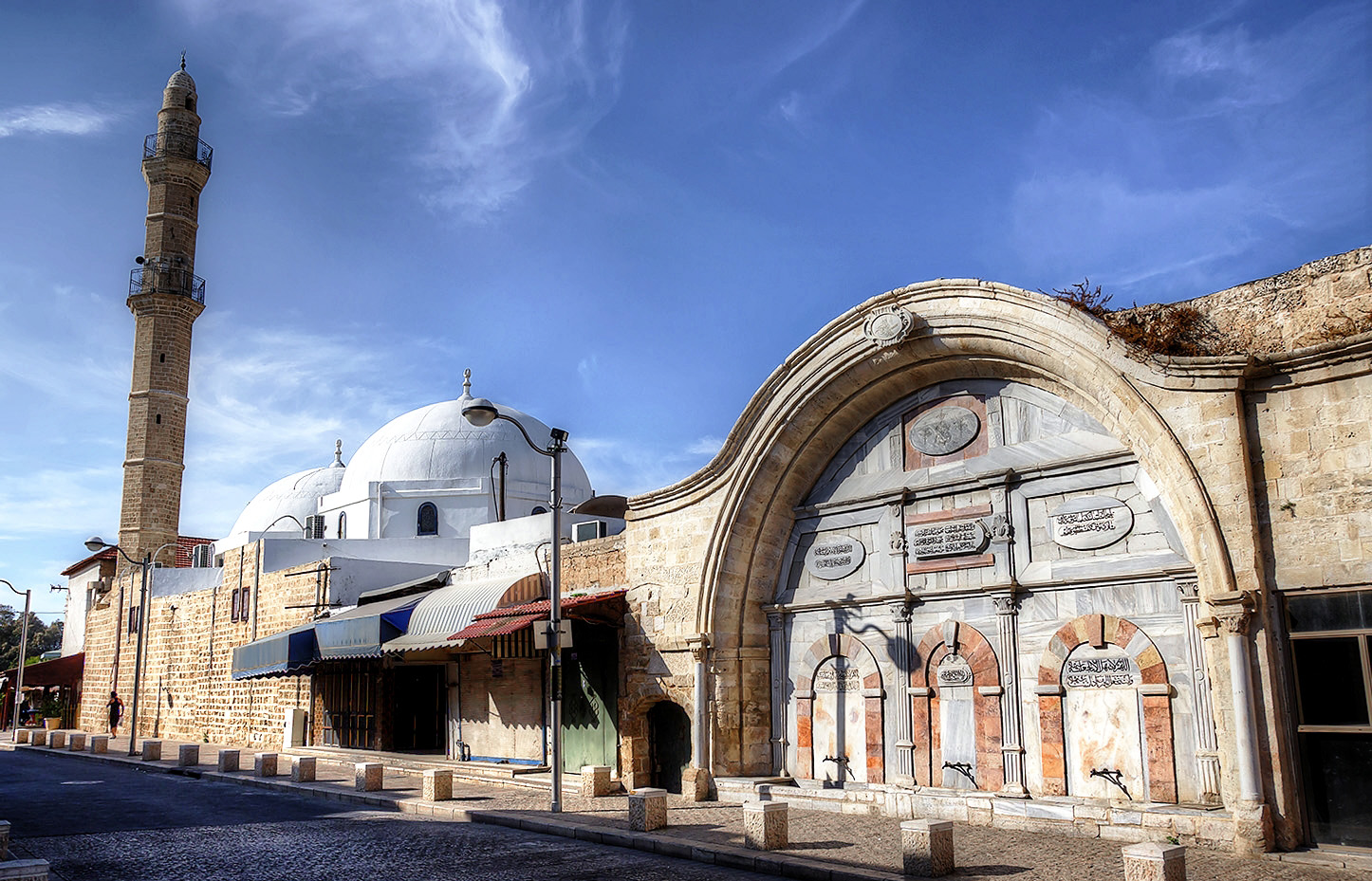
Мечеть Махмудия

Главной мечетью Яффы является мечеть Махмудия, или «Большая мечеть», расположенная у яффского холма, около часовой башни. Её возвёл в 1812 году правитель города Махмуд (Мухаммед) Абу Набут, от которого она и получила своё название. В районе Аджами действует одноимённая мечеть. Севернее нынешней Яффы находится мечеть Хасан-Бека, располагавшаяся в ныне исчезнувшем районе Маншия. После войны мечеть закрылась и пришла в запустение, но в конце 1970-х, после переговором с вакфом, она была восстановлена и снова действует. В 2000 году прошёл ремонт мечети, и её минарет стал почти вдвое выше. Кроме того, в городе есть несколько закрытых или полуразрушенных мечетей — Крепостная мечеть (иначе — мечеть Будрус, то есть св. Петра), Морская мечеть («Джами-аль-Бахр», вероятно, древнейшая в городе), Мечеть Сиксик и Мечеть Сарайя («мечеть мэрии»).
В Яффе расположено несколько старинных кладбищ, включая кладбище Аджами, кладбище Шейх-Мурад (у Абу-Кабира), старое еврейское кладбище, небольшое древнее еврейское кладбище во дворе православного подворья и протестантское кладбище, основанное в XIX веке.

## В культуре

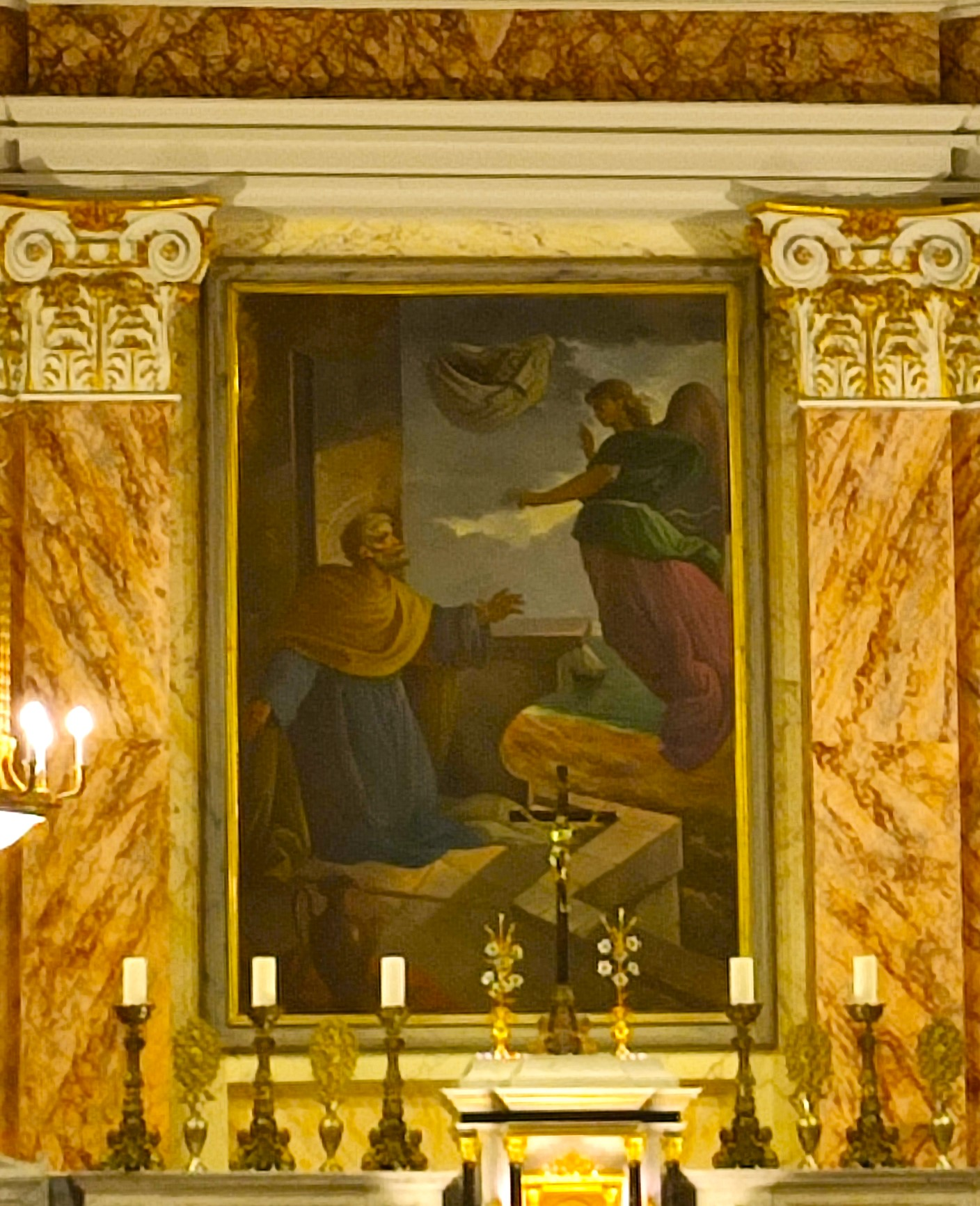
«Видение апостолу Петру», алтарь церкви св. Петра в Яффе

Яффа неоднократно появляется как в мифологии, так и в Библии. По семитской легенде, город был основан Иафетом, сыном Ноя, по древнегреческой — дочерью Эола. Многие писатели древности (Плиний Старший, Помпоний Мела) утверждали, что он был основан до потопа. Некоторые древнегреческие писатели, как сообщает Страбон, помещали здесь освобождение Персеем Андромеды, впервые эта легенда упоминается у Псевдо-Скилака. Иероним Стридонский и Иосиф Флавий также сообщали, что на камнях до сих пор заметны следы её цепей, а Плиний добавляет к этому, что Марк Скавр нашёл там кости морского чудовища, которые он привёз в Рим.
Согласно Библии, Яффа (Иоппия) входила в надел, отданный колену Данову (Нав. 19:40—46).
Через яффский порт в Древнеизраильское царство везли ливанские кедры для строительства Первого храма (2Пар. 2:16).
Отсюда, согласно ветхозаветной книге пророка Ионы, отправился в путь пророк Иона, пытавшийся бежать от воли господа:

3 И встал Иона, чтобы бежать в Фарсис от лица Господня, и пришел в Иоппию, и нашел корабль, отправлявшийся в Фарсис, отдал плату за провоз и вошел в него, чтобы плыть с ними в Фарсис от лица Господа. 
— Иона. 1:3
Согласно новозаветной книге Деяния святых апостолов, здесь было видение апостолу Петру (в доме Симона-Кожевника):

5 ... пошли людей в Иоппию и призови Симона, называемого Петром. 6 Он гостит у некоего Симона кожевника, которого дом находится при море ... 9 ... Петр около шестого часа взошел на верх дома помолиться. ... 11 и видит отверстое небо и сходящий к нему некоторый сосуд, как бы большое полотно, привязанное за четыре угла и опускаемое на землю; 12 в нем находились всякие четвероногие земные, звери, пресмыкающиеся и птицы небесные. 13 И был глас к нему: встань, Петр, заколи и ешь. 14 Но Петр сказал: нет, Господи, я никогда не ел ничего скверного или нечистого. 15 Тогда в другой раз был глас к нему: что Бог очистил, того ты не почитай нечистым. 16 Это было трижды; и сосуд опять поднялся на небо...19 Между тем, как Петр размышлял о видении, Дух сказал ему: вот, три человека ищут тебя; 20 встань, сойди и иди с ними, нимало не сомневаясь; ибо Я послал их ... 28 И сказал им: вы знаете, что Иудею возбранено сообщаться или сближаться с иноплеменником; но мне Бог открыл, чтобы я не почитал ни одного человека скверным или нечистым. 
— Деяния. 10:5—28
У видения есть два толкования. Самым простым является отрицание древнееврейских пищевых ограничений. Тем не менее, вместе с видением Корнилия и его обращением в христианство видение, в основном, толкуют как божественное указание Петру, что в Церковь призваны не только иудеи, но и язычники. Это изменение является переломным моментом в истории церкви.
Там же была воскрешена праведная Тавифа, чья предположительная гробница до сих пор является местом поклонения для христиан:

В Иоппии находилась одна ученица, именем Тавифа, что значит: «серна»; она была исполнена добрых дел и творила много милостынь. 37 Случилось в те дни, что она занемогла и умерла ... 38 А как Лидда была близ Иоппии, то ученики, услышав, что Петр находится там, послали к нему двух человек просить, чтобы он не замедлил прийти к ним. 39 Петр, встав, пошел с ними; и когда он прибыл, ввели его в горницу ... 40 Петр выслал всех вон и, преклонив колени, помолился, и, обратившись к телу, сказал: Тавифа! встань. И она открыла глаза свои и, увидев Петра, села. 41 Он, подав ей руку, поднял ее, и, призвав святых и вдовиц, поставил ее перед ними живою. 42 Это сделалось известным по всей Иоппии, и многие уверовали в Господа. 
— Деяния. 9:36—42
Город неоднократно появляется на картинах европейских художников. Например, известна картина Антуана-Жана Гро «Бонапарт, посещающий жертв чумы в Яффе», отражающая события 1799 года. Шотландский художник Дэвид Робертс, побывав в Палестине в XIX веке, написал несколько картин, где фигурирует Яффа, включая общий вид на город с севера. В 1920-е годы Яффу часто изображали еврейские художники из Тель-Авива. В Яффе происходит действие фильмов «Казаблан» (1974), «Аджами» (2009) и «Яффа». Также город появляется в фильмах «Порт памяти» («Port of Memory», 2010) и «Воспоминания» («Recollection», 2015) арабского режиссёра Камаля Альджафари. В 1960-е годы журналист Менахем Талми вёл в газете Маарив еженедельную колонку «Яффские картинки», где описывал местную жизнь, особенно преступников. Позже на его основе была опубликована серия книг, снят сериал (1995—1996) и фильм (2025).

Яффа на картинах европейских художников
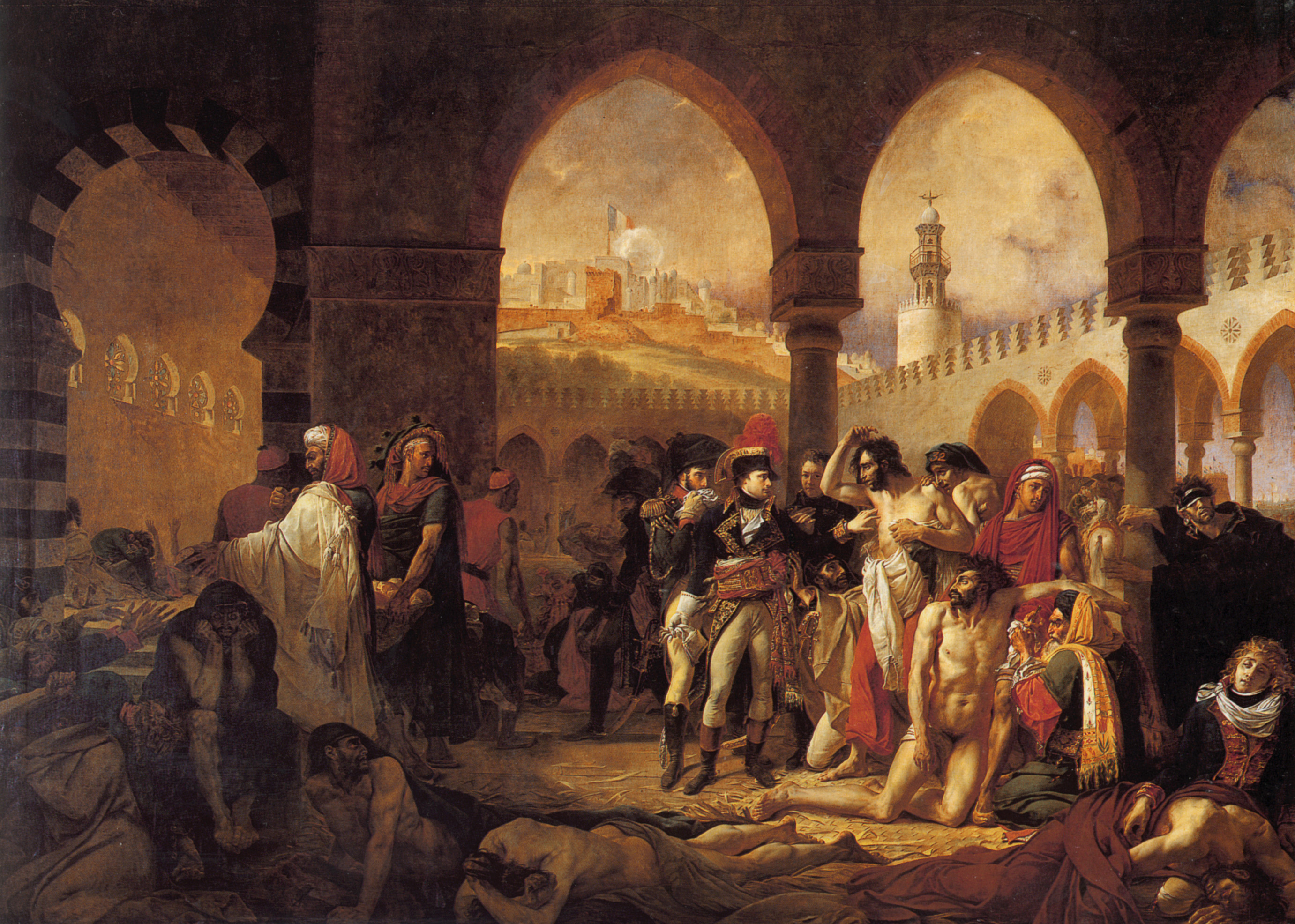
Бонапарт, посещающий жертв чумы в Яффе[англ.], Антуан-Жан Гро, 1804
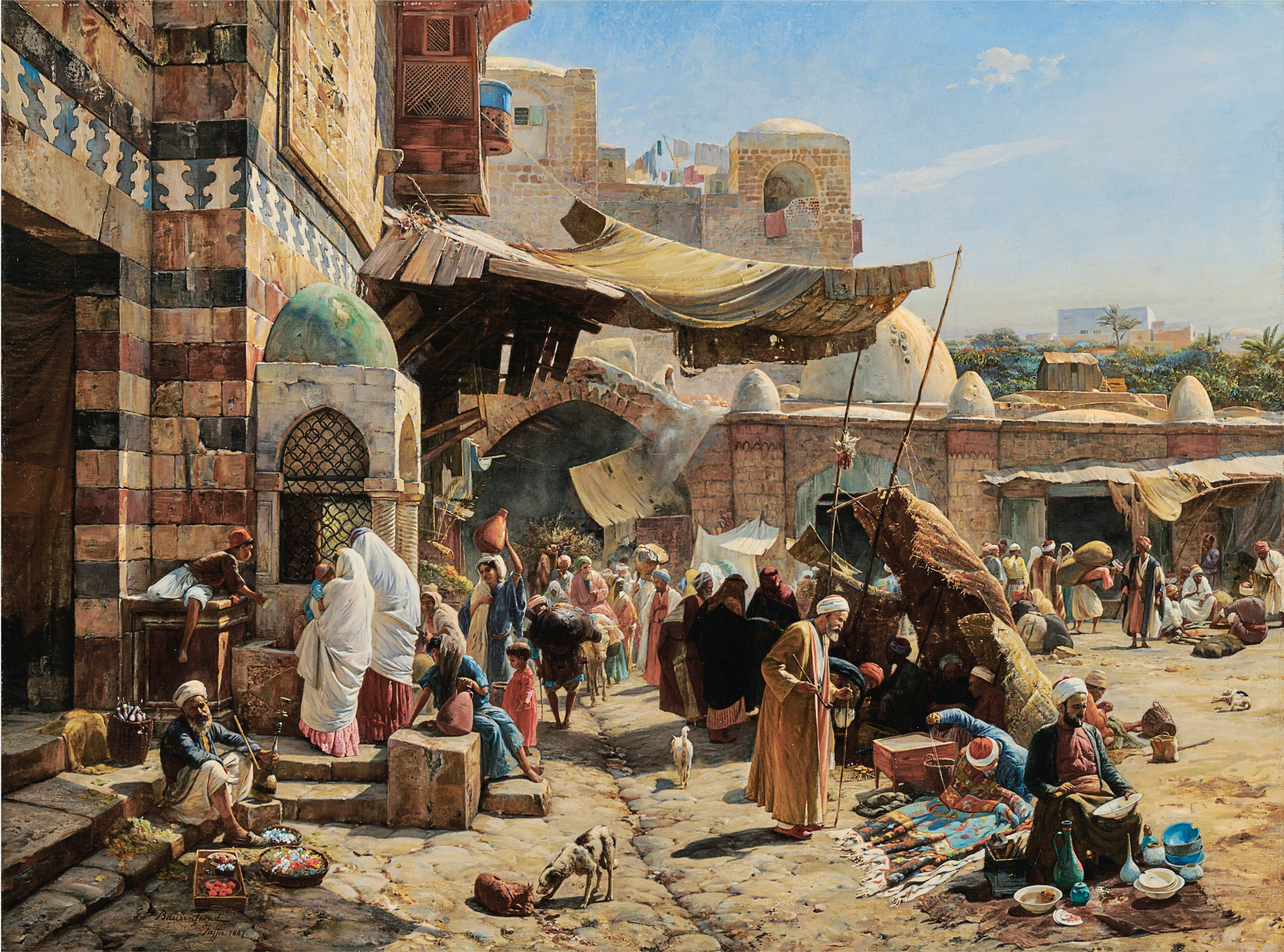
Рынок в Яффе, Густав Бауэрнфейнд, 1887
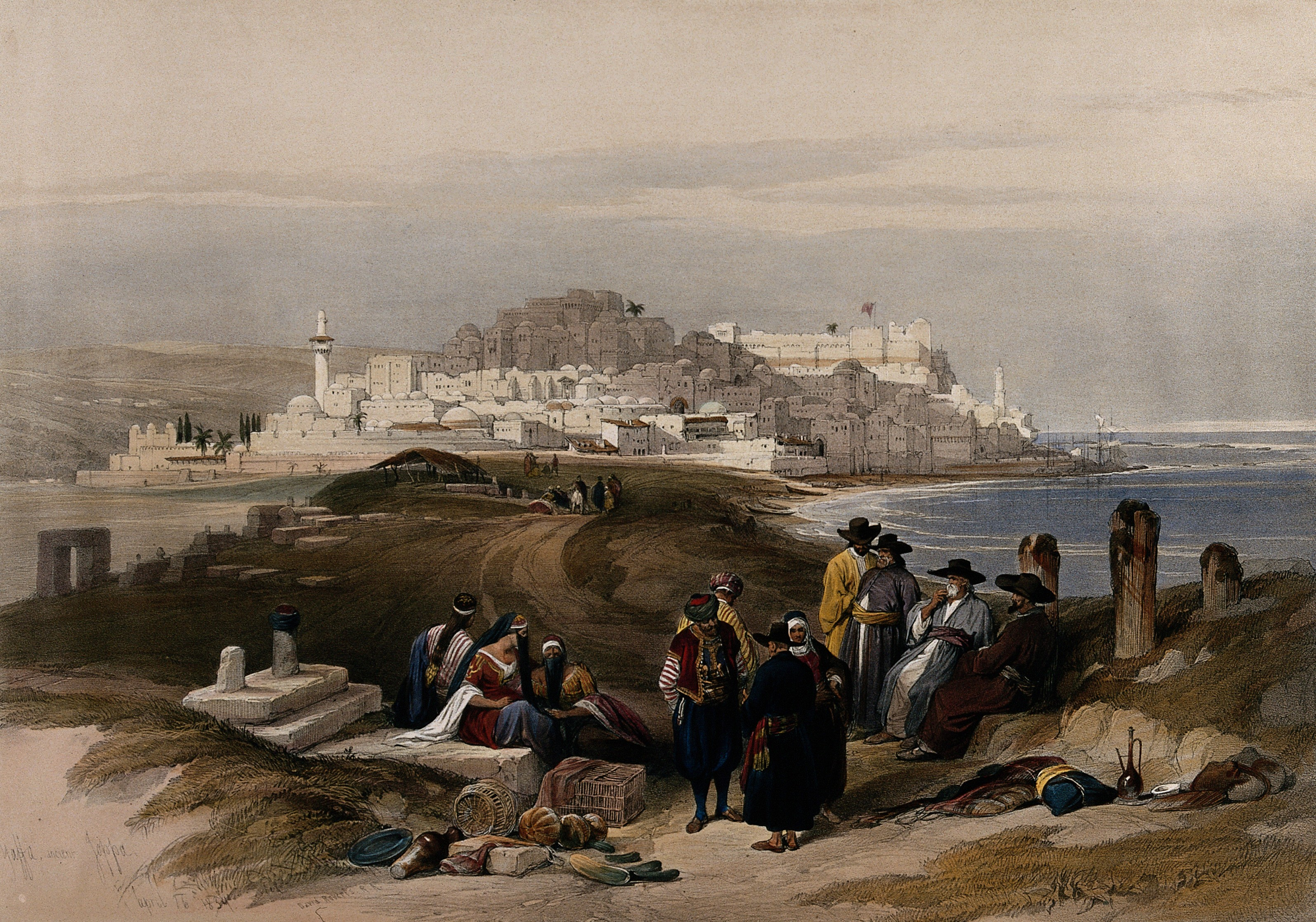
Яффа, вид с севера, Дэвид Робертс, 1843
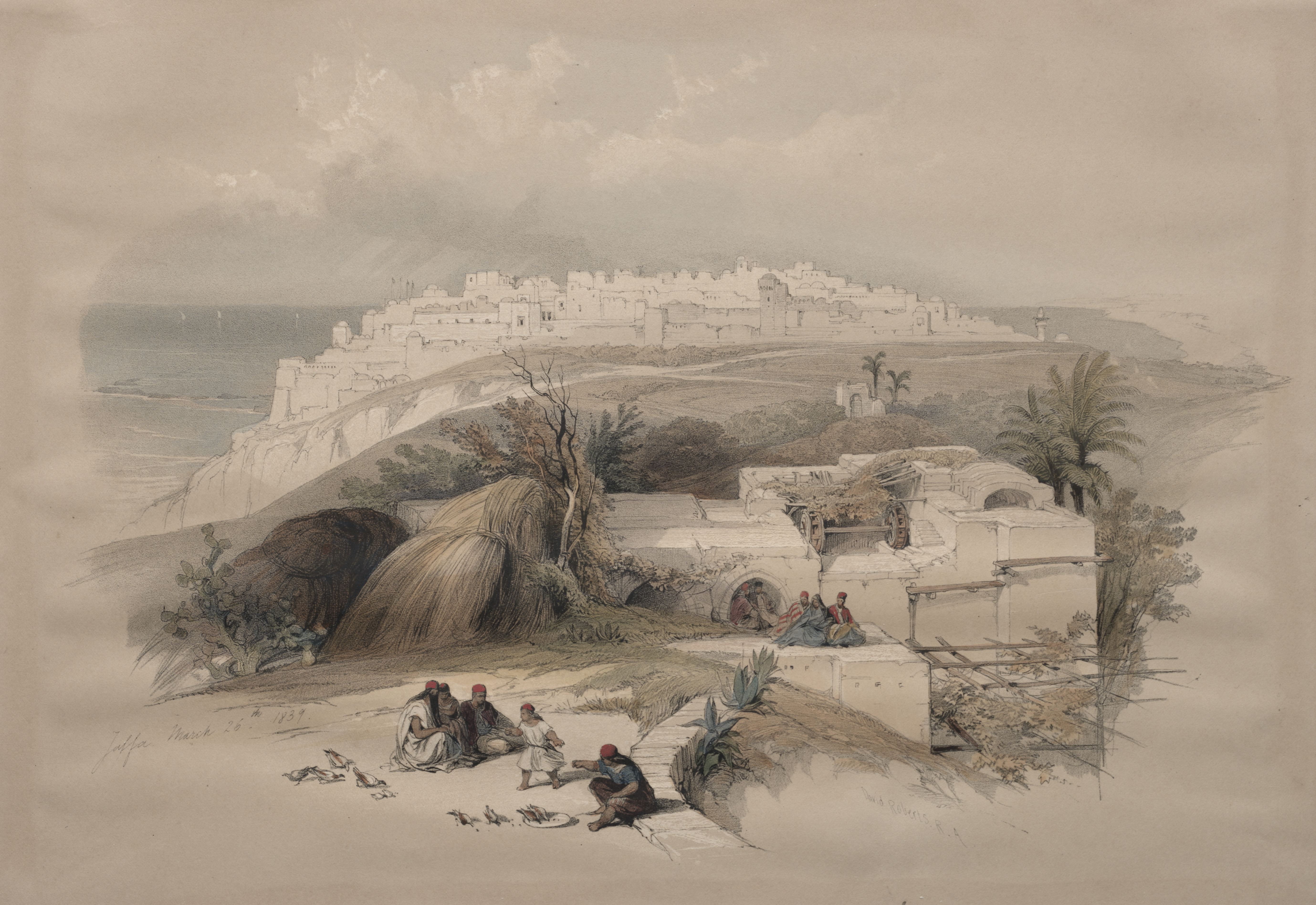
Яффа, вид с юга, Дэвид Робертс, 1839

У евреев в начале XX века косному непродуктивному Иерусалиму противопоставлялась развивающаяся и экономически активная Яффа. С ростом Тель-Авива он занял место Яффы в этом противопоставлении. Позже уже молодой Тель-Авив противопоставлялся «отсталой и грязной» Яффе. После образования Израиля и бегства населения Яффа пришла в упадок, и в израильской культуре (часто и в арабо-израильской) часто предстаёт как трущобы, полные криминала, наркотиков и аморальных личностей. С другой стороны, подчёркивается её экзотическое «восточное очарование» и притягательность для людей искусства. Иногда Яффа описывается как место сосуществования двух народов.
До образования Израиля арабы называли Яффу «Невестой Палестины» (араб. عروس فلسطين‎, арус-фаластин) или «Невестой моря» (араб. عروس البحر‎, арус-аль-бахр), что отражало её значение для местного арабского общества и важность как торгового города. Ещё одно прозвище, «Мать чужеземцев» (араб. أم الغريب‎, умм-аль-гариб), указывает на многочисленных иммигрантов и иностранцев, прибывавших в растущий город. Для арабов Яффа, более, чем другие города, является символом утерянной Палестины. Как правило, образ города ностальгический и идеализированный, даже утопический. Существует обширная литература, описывающая жизнь в арабской Яффе и пытающаяся осмыслить причины поражения арабских сил в Яффе в 1948 году. В «Яффских одах» (1956) иракского поэта Абд аль-Ваххаба Байати он оплакивает город, в потере которого видит трагедию арабского народа, и выражает веру в торжество над евреями.

### На иврите
- ספר תל אביב (иврит) / אלתר דרויאנוב. — תל אביב: ועדת ספר תל אביב, 1936.
- זאב וילנאי. תל-אביב-יפו - הגדולה בערי ישראל (иврит). — ירושלים: הוצאת אחיעבר, 1965. — 310 p.
- תל אביב ואתריה (иврит) / גדעון ביגר ואלי שילר. — ירושלים: אריאל, 1987.
- ‏מדריך ישראל החדש: אנציקלופדיה, מסלולי טיול‏‎ (иврит) / יואב רגב. — 2001. — Т. 9: מישור החוף הדרומי, פלשת. — С. 195—224. — ISBN 965-07-0874.
- יעקב שביט וגדעון ביגר. ההיסטוריה של תל־ אביב (иврит). — תל־ אביב: הוצאת רמות, אוניברסיטת תל־ אביב, 2001. — Vol. משכונות לעיר (1909-1936).
- יעקב שביט וגדעון ביגר. ההיסטוריה של תל־ אביב (иврит). — תל־ אביב: הוצאת רמות, אוניברסיטת תל־ אביב, 2002. — Vol. עיר מטרופולין (1974-1993). — ISBN 965-274-360-7.
- חיים פיירברג, יעקב שביט וגדעון ביגר. ההיסטוריה של תל־ אביב (иврит). — תל־ אביב: הוצאת רמות, אוניברסיטת תל־ אביב, 2007. — Vol. מעיר-מדינה לעיר במדינה (1936-1952). — ISBN 978-965-274-436-4.
- יעקב שביט וגדעון ביגר. ההיסטוריה של תל־ אביב (иврит). — תל־ אביב: הוצאת רמות, אוניברסיטת תל־ אביב, 2013. — Vol. עיר מתחדשת (1952-1973). — ISBN 978-965-472-274-436-4.
- תל אביב-יפו : מפרבר גנים לעיר עולם : מאה השנים הראשונות (иврит) / ברוך קיפניס. — חיפה: פרדס, 2009. — ISBN 978-965-7171-81-3.
- ‏101שנים לתל אביב: העיר העברית הראשונה‏‎ (иврит) / אלי שילר וגבריאל ברקאי. — ירושלים: אריאל, 2012.
- תמיר גורן. גאות ושפל: התפתחותה העירונית של יפו ומקומה בעימות היהודי־ הערבי בארץ־ ישראל 1947־ 1917 (иврит). — ירושלים: יד יצחק בן צבי, 2016. — ISBN 990039449590205171.

### На английском
- Ruth Kark. Jaffa: a City in Evolution (англ.). — Jerusalem: Yad Yitzhak Ben-Zvi, 1990.
- Mark LeVine[англ.]. Overthrowing geography: Jaffa, Tel Aviv, and the struggle for Palestine, 1880-1948 (англ.). — University of California Press, 2005. — ISBN 0-520-23994-6.
- Mixed towns, trapped communities: Historical narratives, spatial dynamics, gender relations and cultural encounters in Palestinian-Israeli towns (англ.) / Daniel Monterescu and Dan Rabinowitz, editors. — Aldershot: Ashgate Publishing, 2007. — ISBN 978-0-7546-4732-4.
- The History and Archaeology of Jaffa (англ.) / Aaron A. Burke, Martin Peilstocker. — Los Angeles: Cotsen Institute of Archaeology Press, 2011. — Vol. 1. — (Monumenta Archaeologica 25).
- Tel-Aviv, the First Century: Visions, Designs, Actualities (англ.) / Maoz Azaryahu, S. Ilan Troen, editors. — Bloomington: Indiana University Press, 2012. — ISBN 978-0-253-35694-9.
- Sharon Rotbard[англ.]. White city, black city: Architecture and war in Tel Aviv and Jaffa (англ.). — London: Pluto Press, 2015.
- Daniel Monterescu. Jaffa Shared and Shattered: Contrived Coexistence in Israel/Palestine (англ.). — Indiana University Press, 2015.